# Carrières d'Oncin

## Un site exceptionnel

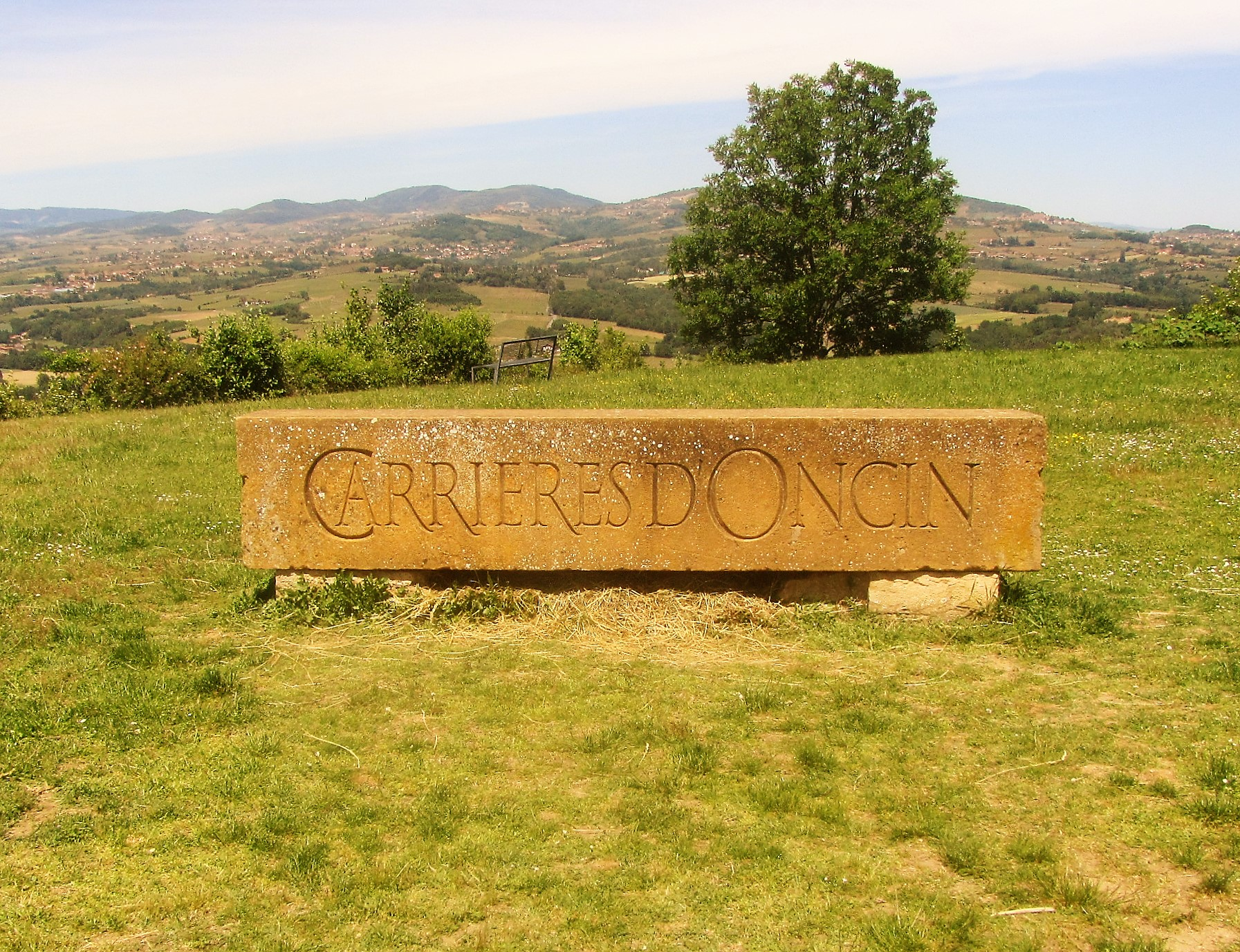
carrières d'Oncin

Les carrières de calcaire d’Oncin ou de Glay sont situées dans le Beaujolais méridional, à l’extrême nord de la commune de Saint-Germain-Nuelles. Alléon Dulac dans son mémoire de 1765 en a décrit 19, regroupées dans deux ensembles proches topographiquement mais bien individualisés : 8 sont dans les Monts-d’Or, aux portes de Lyon, et les 11 autres dans le pays des Pierres Dorées. Les carrières d'Oncin qui  font partie de ces dernières  se recommandent particulièrement à l’attention par divers caractères exceptionnellement réunis. Elles sont les seules à se dresser sur un site perché à 427 mètres d’altitude d’où l’on découvre un vaste panorama. La durée de leur exploitation est parmi les plus longues, du XVe siècle jusqu’en 1947. Le front de taille est parfaitement conservé. Leur visite peut être complétée par celle du hameau de Glay en contrebas où était concentré le peuple des carriers. Pour toutes ces raisons, le département du Rhône et la communauté de communes du Pays de l’Arbresle se sont joints à la commune de Saint-Germain-Nuelles pour leur mise en valeur. Les travaux ont été terminés en 2005 par la fin de l’aménagement de l’aire d’accueil desservie par une bonne  route. Des panneaux explicatifs sur le métier de tailleur de pierre, son outillage, les méthodes d’extraction, le paysage, la faune et la flore ont été installés. Les seules carrières de la région aujourd’hui encore en activité sont celles qui alimentent l’usine des ciments Lafarge sur la commune de Châtillon-d’Azergues dont l’accès est évidemment interdit au public. Mais cette entreprise est, en collaboration, à l’origine du musée des Pierres Folles sur la commune de Saint-Jean-des-Vignes dont la visite pourra compléter celles de nos carrières.

### Les conditions géologiques

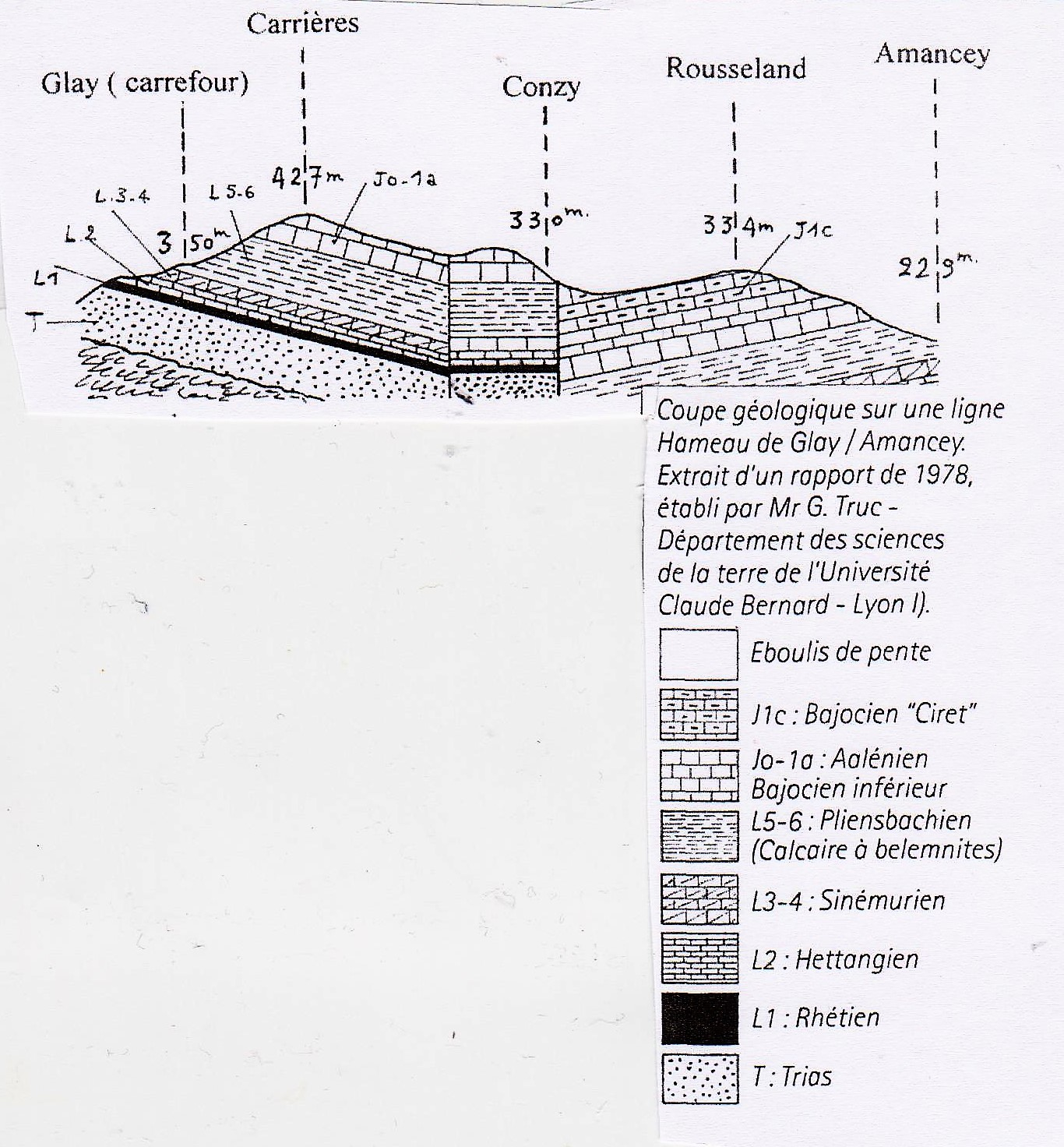
coupe géologique des carrières d'Oncin

Il y a environ 170 à 174 millions d’années, à l’époque du Jurassique moyen ou Dogger des coraux vivaient dans une mer bordière de faible profondeur. L’étage géologique correspondant est appelé aalénien du nom d’une ville allemande du Bade-Wurtemberg. Les calcaires d’Oncin sont les fossiles d’animaux marins de la famille des crinoïdes ce qui leur vaut l’appellation de bioclastiques (débris d’êtres vivants). Pour être plus précis, Ils en sont les tiges et les bras articulés entre eux de ces animaux d’où le nom d’entroques. Ils sont disposés en bancs de 10 à 40 cm d’épaisseur bien marqués au sommet et jointifs et plus compacts à la base. Leur belle coloration jaune est due à la présence d ’oxyde de fer. Leur exondation hors des fonds marins et leur soulèvement ne se sont pas faits sans déformation de leur disposition originelle horizontale et ils se présentent en strates inclinées vers l’est (le pendage des géologues) de 5 à 10 degrés.

### Des carriers-paysans

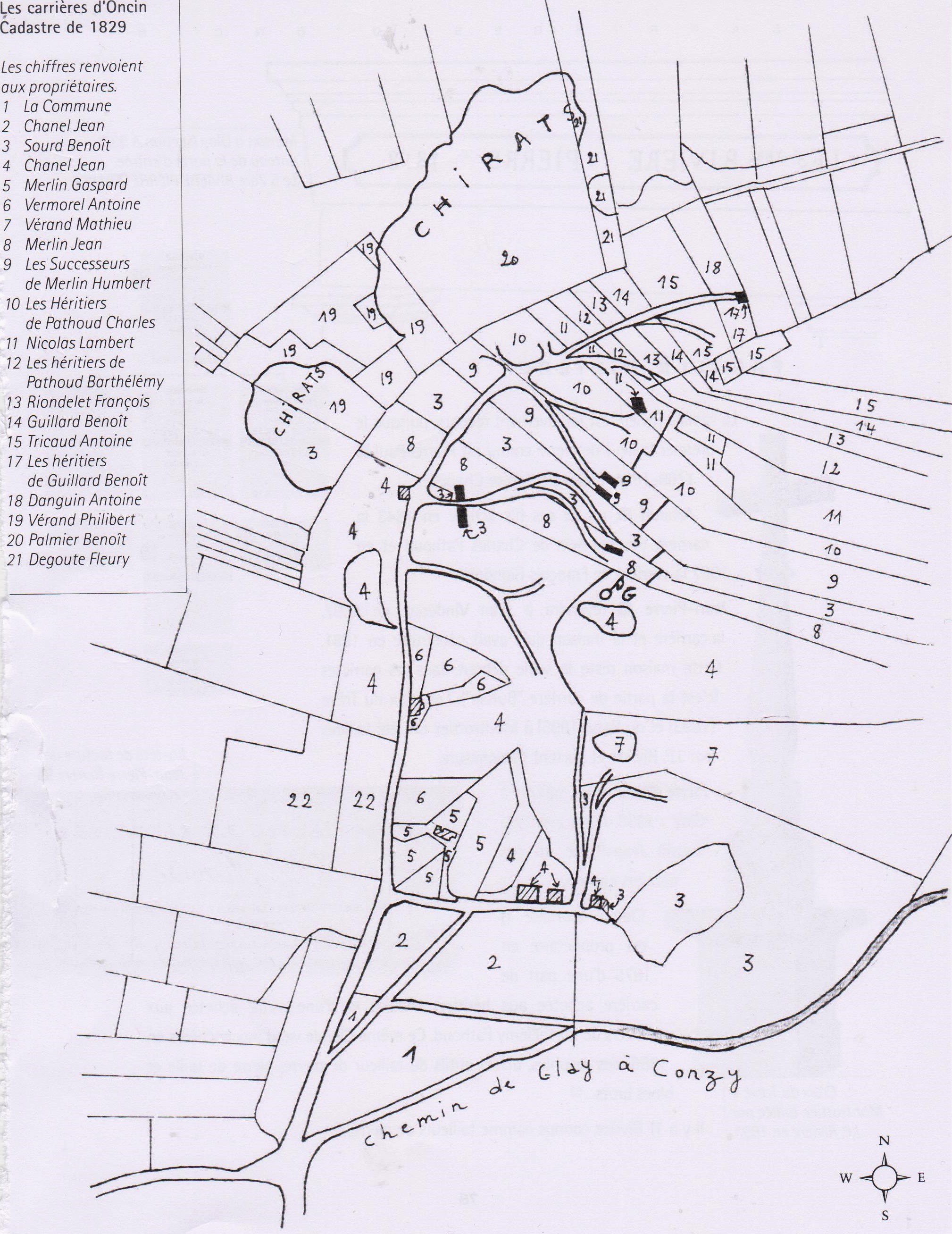
cadastre de Glay en 1829

Si l’intérêt de cette étude porte sur l’activité des carrières, il importe de souligner que nous avons affaire à un monde de paysans pour lesquels « les travaux des champs étaient prioritaires ; ceux-ci terminés, on allait à la carrière ». C’était aussi une occupation permanente alors que les commandes de pierre variaient selon les aléas du marché avec des hauts et des bas. Les semailles permettaient de s’assurer une existence autarcique. Mais cette terre calcaire du Beaujolais convenait aussi très bien à la culture de la vigne qui y a conservé une grande importance. Chaque propriété était formée de parcelles allongées dans le sens de la pente comme le révèle le plan cadastral de 1829. La qualité de laboureur est le signe manifeste d’une certaine aisance et d’une certaine fierté. Le tissage apportait un complément de revenus apprécié. Il s’agit, dans les temps anciens du chanvre cultivé dans les chènevières. Les consoles sur certaines façades à Glay et à Conzy en témoignent encore : c’est sur elles qu’on posait les perches servant à faire sécher les fils après le teillage avant tissage. Au XVIIe siècle, la référence aux peigneurs de chanvre est une banalité. Au XIXe siècle, la soierie lyonnaise a dispersé ses ateliers dans l’ensemble de la région dont celle de l’Arbresle et dans le trousseau de la future épouse figurait régulièrement un métier à tisser.

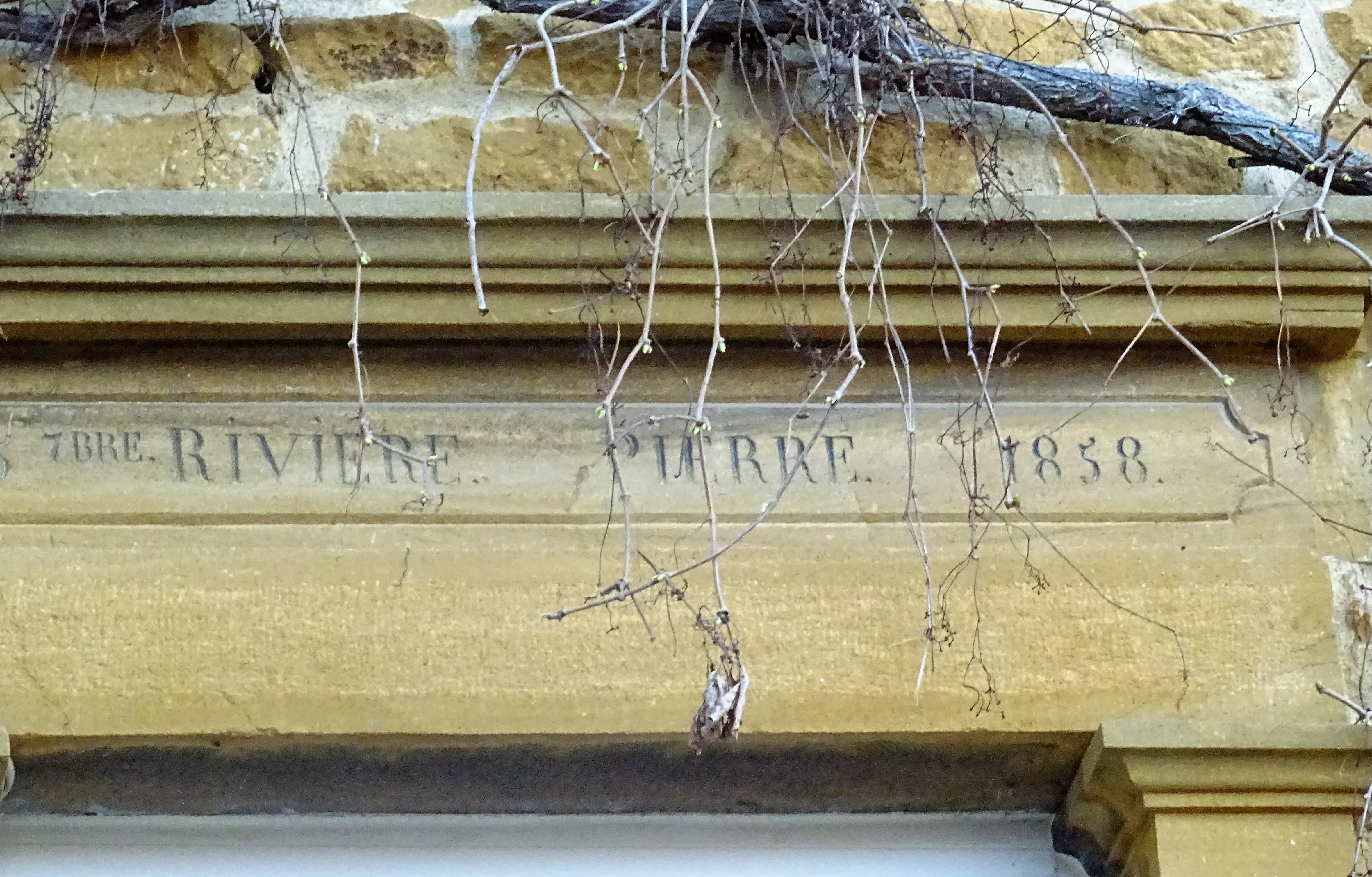
maison Rivière

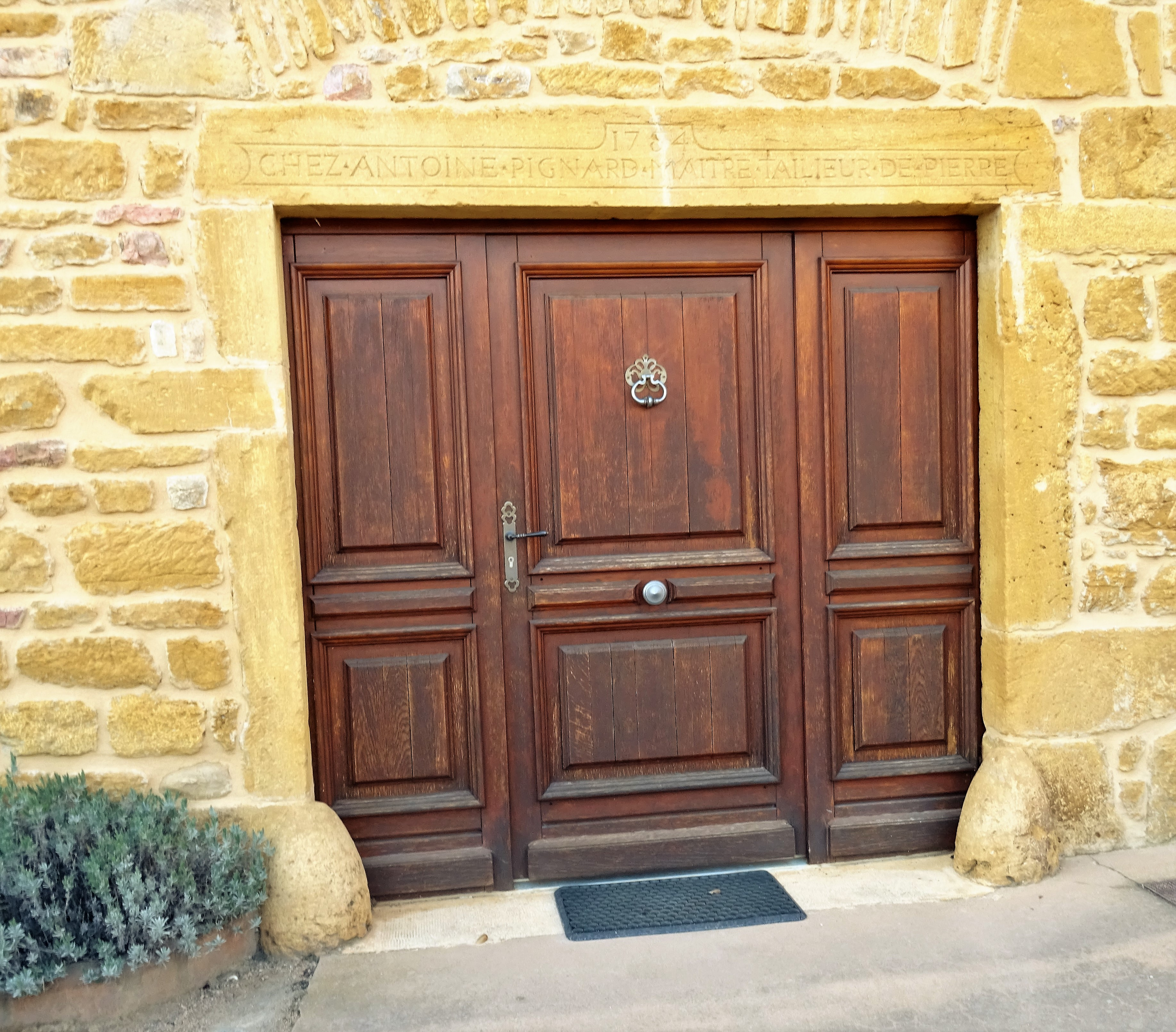
maison Pignard

L’autarcie n’est cependant synonyme d’isolement. Les contacts étaient nombreux avec les villages des alentours et particulièrement ceux dans lesquels on exploitait d’autres carrières comme Chessy, Bagnols, Theizé, Charnay, Châtillon. Sans aller jusqu’à parler d’endogamie, c’est là qu’une partie de la jeunesse trouvait sa conjointe. Le propriétaire exploitait habituellement sa propre carrière. Son fils était encouragé à se former au métier en étant intégré dans l'équipe. Ainsi le métier de carrier s'est transmis de génération en génération au fil des siècles dans les mêmes familles. Il y a 11 Rivière connus dont les quatre générations descendant de Pierre-Paul. Très fournie est celle des Pignard. On n'en comptait pas moins sept pour celle des Sourd, originaires de Theizé mais tôt installés à Glay ou celle des Merlin, « très ancienne famille qui aura donné des tailleurs de pierre pendant plus de 200 ans ». Pour être venue plus tardivement dans la confrérie «puisqu’il suffit de remonter simplement trois générations pour trouver l’arrière-grand-père Jean-Claude né en 1798, premier mentionné tailleur de pierre à Glay » celle des Dessainjean y a tenu cependant une place exceptionnelle. Le propriétaire pouvait aussi embaucher du personnel et former des apprentis. « En 1761, Damien Perra, vigneron, met son fils Claude en apprentissage pour trois années consécutives" promettant ledit Humbert Merlin d'apprendre audit apprenti... le métier de tailleur de pierre sans rien lui cacher... de le nourrir, coucher et chauffer et au cas où il voudrait s'absenter son père sera tenu de le faire réintégrer et au cas que son fils vint à ne pas demeurer lesdittes trois années, Perra père payera par forme de dommages et intérêts la somme de 60 livres et si le fils Perra vint à être malade son père fera remplacer le temps perdu ». Les brevets entre les parties étaient enregistrés devant notaire.

### Travaux en carrière
Avant d’être en mesure d’extraire la pierre, il fallait procéder à la découverte, c’est-à-dire arriver jusqu’à la roche saine. Ces travaux préliminaires pouvaient être plus ou moins importants suivant la quantité de terre et de mauvaise pierre à enlever avant d’atteindre le premier banc de roche. Comme ils ne requéraient aucune qualification particulière, ils étaient le plus souvent confiés à des manouviers ou terrassiers payés à la journée. Pour que toutes les conditions d’extraction soient réunies, il fallait d’abord pouvoir accéder au front de taille par son propre chemin ; disposer d’aisances c’est-à-dire d’un espace suffisant pour « ébaucher, tailler la pierre  jusqu’aux finitions de détail avant sa livraison au client » ; construire une loge, petit bâtiment servant d’abri pour le travail et l’entreposage des outils, parfois même avec une forge ;  s’assurer de pouvoir trouver un déversoir, c’est-à-dire un terrain pour y décharger les compres, c’est-à-dire toute la terre et la mauvaise pierre qu’il fallait avant d’atteindre la bonne roche ainsi que le marrain c’est-à-dire les déchets de pierre provoqués par la taille. On imagine aisément que ces conditions n’étaient pas toujours faciles à réunir. C’était le cas particulièrement pour les déversoirs. Un débordement éventuel vers l’extérieur était plus ou moins préjudiciable selon qu’il s’agissait de vierre paquerrage (prairie naturelle non entretenue) ou de vigne. Il était parfois nécessaire d’ériger des murs de part et d’autre de ce , en déversoir. Au moment de signer un contrat de vente, « ledit l’acquéreur fera bastir et construire un mur dans la feste de Saint-Jean-Baptiste prochaine et en cas que les compres et marrins viennent dans la terre du vendeur...ledit acquéreur fera entrer ses compres et marrins en sa perrière (carrière) ». Malheureusement des éboulements pouvaient se produire. Ainsi les 6 et 7 juillet 1783, en récidive d'un premier incident, « le talus de pierres où l’on avait continué d’amener les déblais de carrière d’une élévation considérable… s’est glissé sur lui-même avec fracas en se portant au nord sur les propriétés de Benoît Palmier et Fleury Degoutte… Monsieur le juge de paix saisi, reconnut que les fonds avaient été recouverts de décombres et de pierres d’une quantité et d’une épaisseur telle qu’elles s’opposaient à toute culture et  à toute végétation…Les parties, sur sollicitation  du juge de paix consentirent pour éviter un procès long et dispendieux …à s’en rapporter à des arbitres dont elles firent le choix ».
Le  contact avec le banc de roche

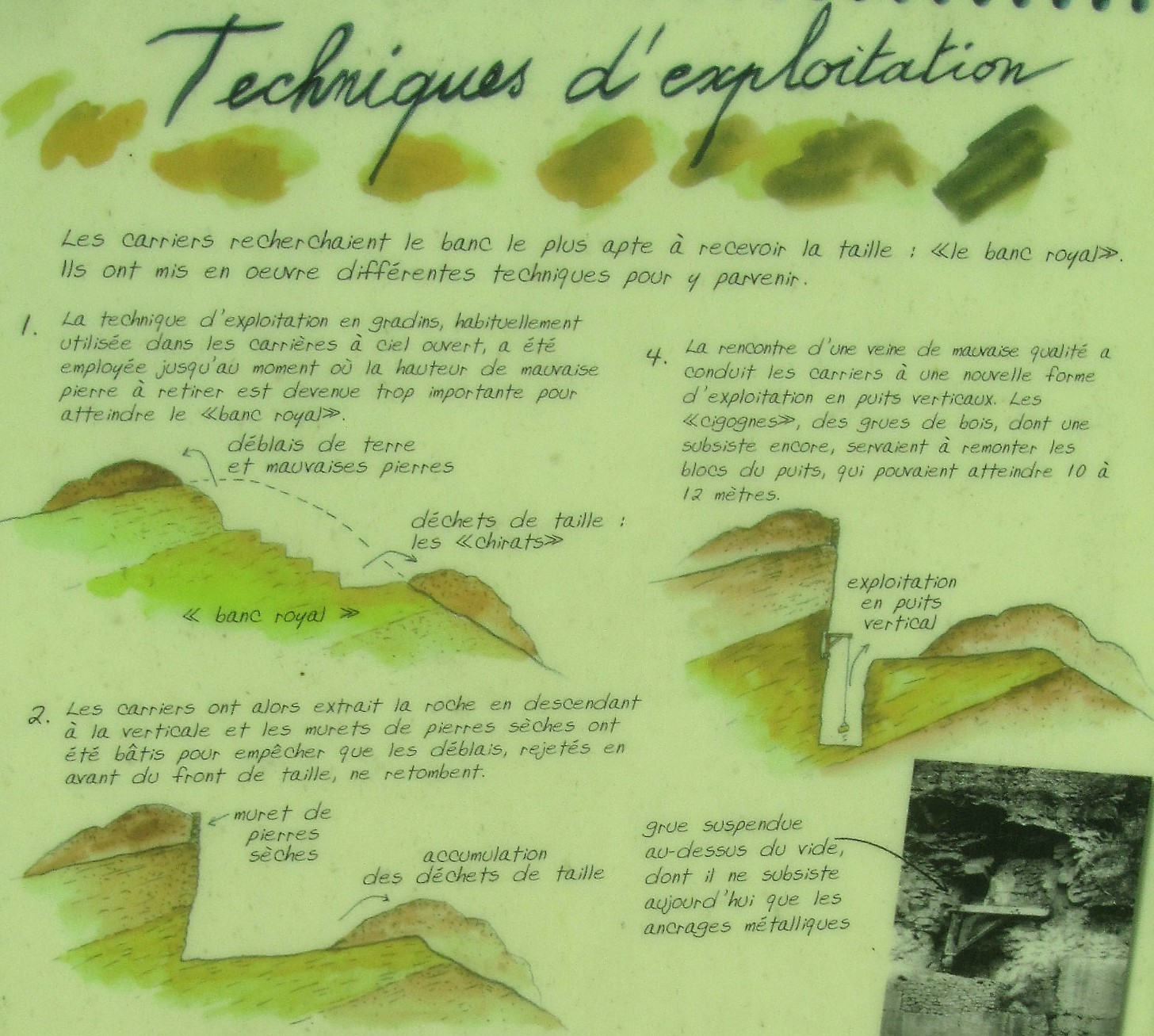
méthodes d'extraction

Une fois évacuées terre et mauvaise pierre et atteint le premier banc de roche, l’extraction peut commencer. La méthode va évoluer au fil des siècles. Cela commence par l’extraction par gradins. Ces derniers forment des surfaces de dénivellement partant de la partie supérieure de la carrière, semblables à des marches. Le front de taille recule au fur et à mesure de la multiplication du nombre de ces gradins. Tel qu’on l’observe aujourd’hui, tel il était déjà au début du XXe siècle. Au fur et à mesure de la multiplication des gradins, compte tenu du pendage, il peut se faire qu’on se trouve de plus en plus éloigné du banc royal, celui de la meilleure qualité. Mieux vaut alors, plutôt que d’avoir à enlever 10 à 12 mètres de terres et de pierres impropres à la taille, changer de méthode et passer à l’extraction par tunnels. Il est possible qu’on y ait eu déjà recours dès les années 1750-1780. Celle-ci comporte deux phases. On commence par creuser des galeries horizontales qui conduisent au cœur du banc royal. Leur entrée est encore visible actuellement au bas du mur de taille. Il y en avait trois dont une a été dégagée en 1997. Des deux autres, la plus profonde à gauche s ’enfonce à 26 mètres contre 16 pour celle de gauche. La progression a été stoppée parce qu’on s’est trouvé en présence d’une veine de mauvaise qualité. L’extraction proprement  dite se fait ensuite par le creusement de puits jusqu’à une profondeur qu’on peut évaluer à 10 ou 12 mètres, ce qui imposera d’avoir à remonter les blocs de pierre une fois découpés par une grue. Les anciens ancrages faits de barres de fer pour fixer les grues sont encore visibles. La progression dans les galeries comporte des risques d’éboulement Il faut donc en renforcer le ciel (le toit)  au fur et à mesure,  ce qui se fait par une sorte de cintrage : ce ciel est renforcé par des arches maçonnées qui viennent s’appuyer sur la partie supérieure du bon banc.

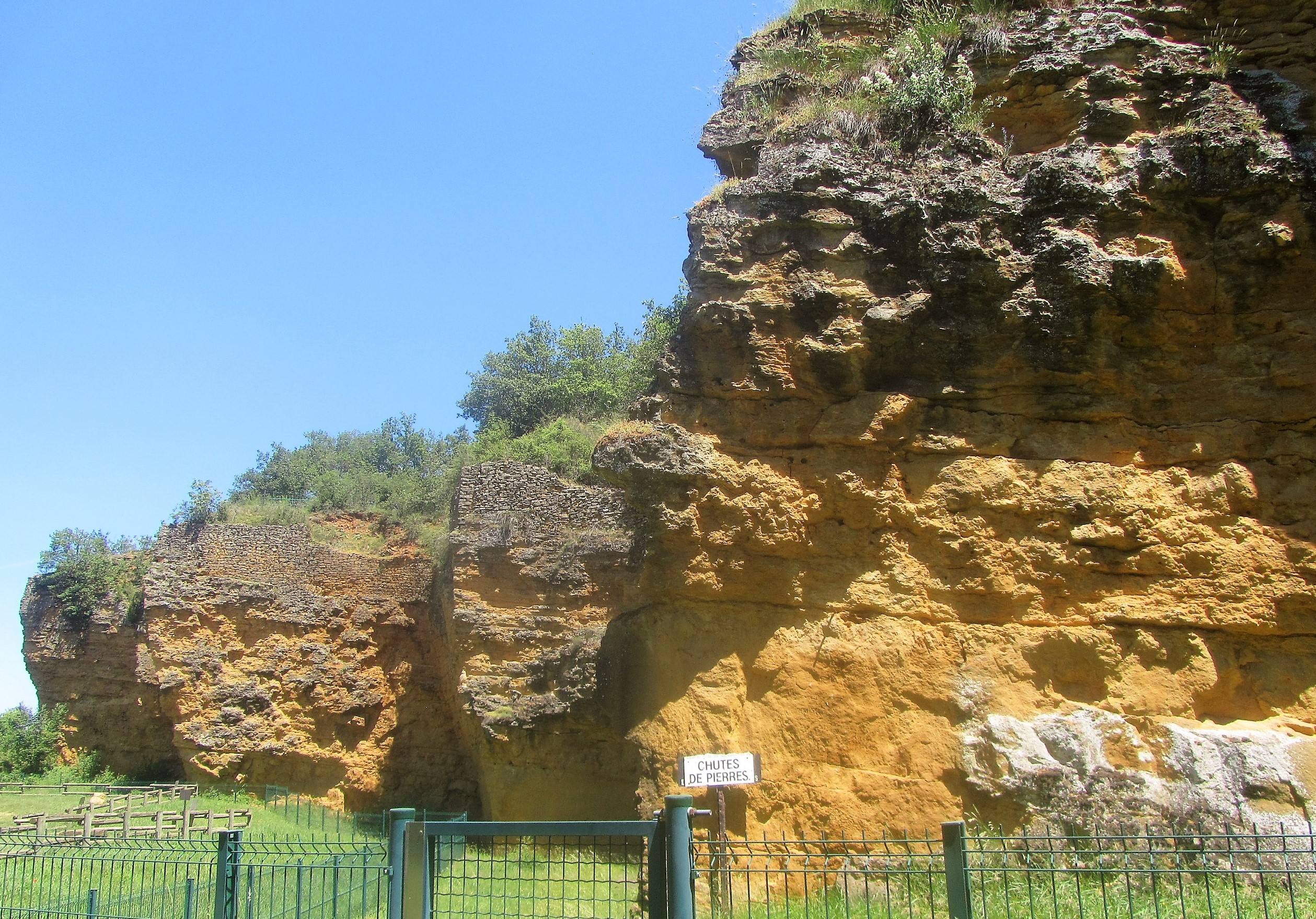
sud du  front de taille sud
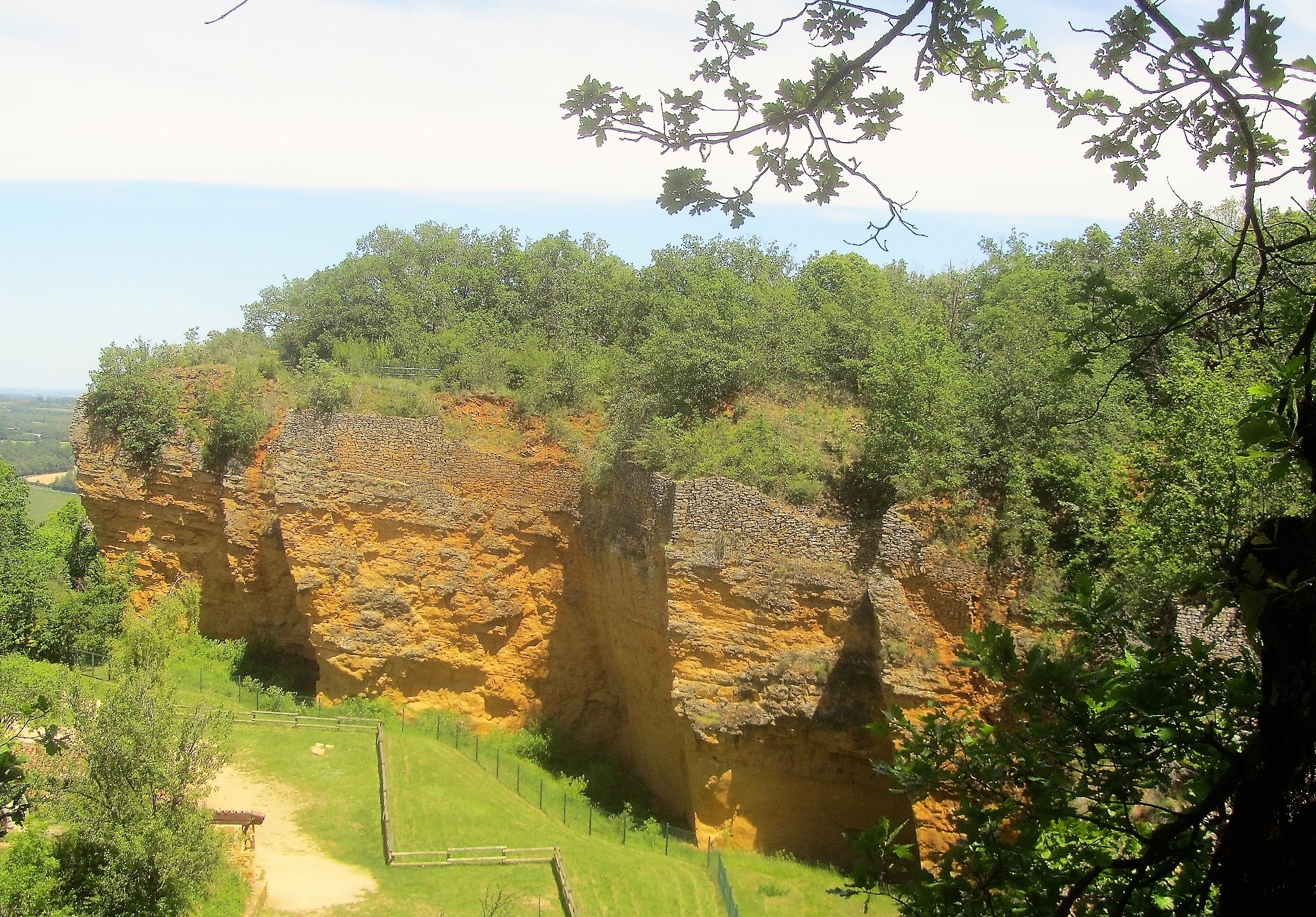
front de taille vue plongeante
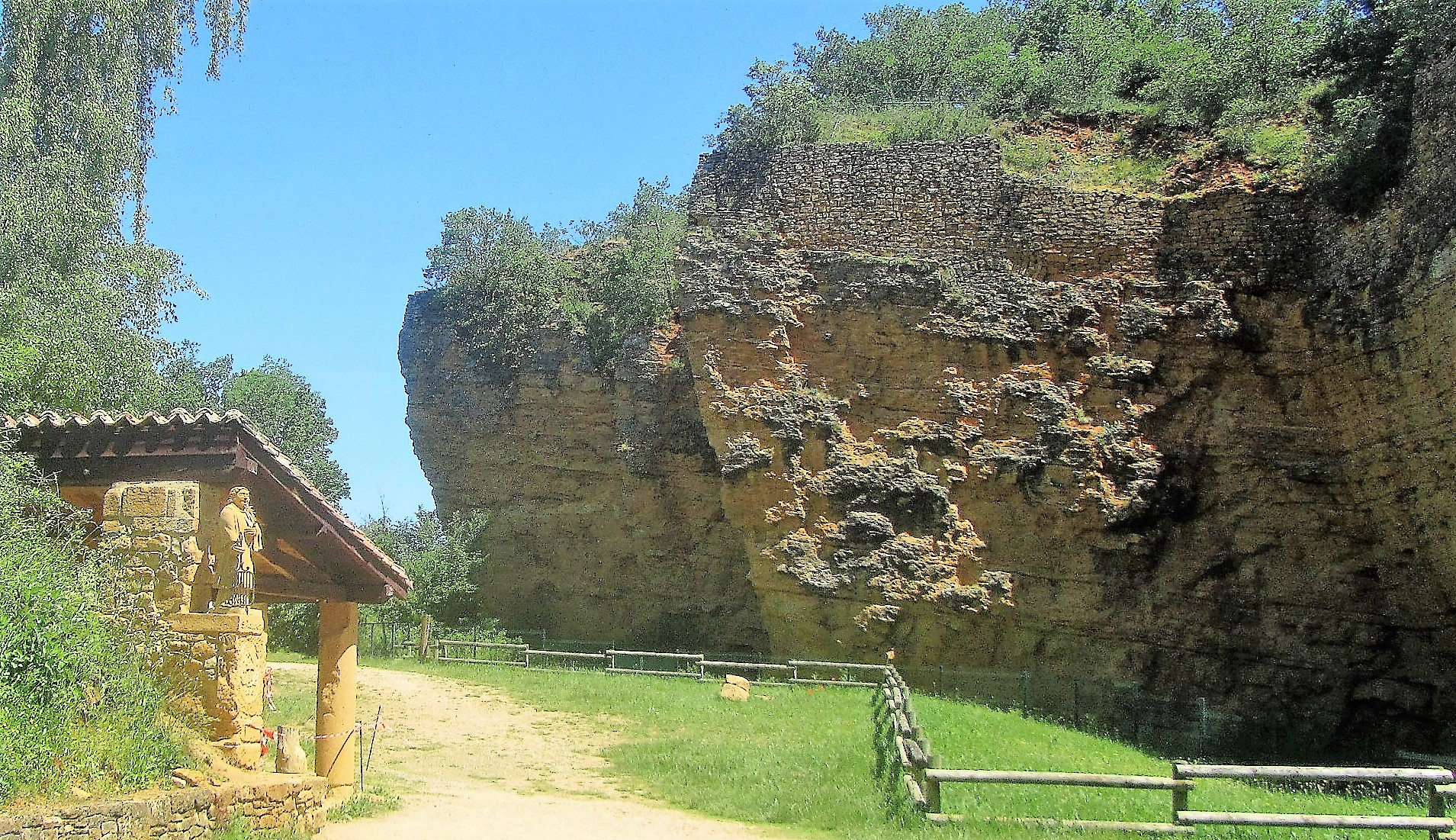
nord du front de taille
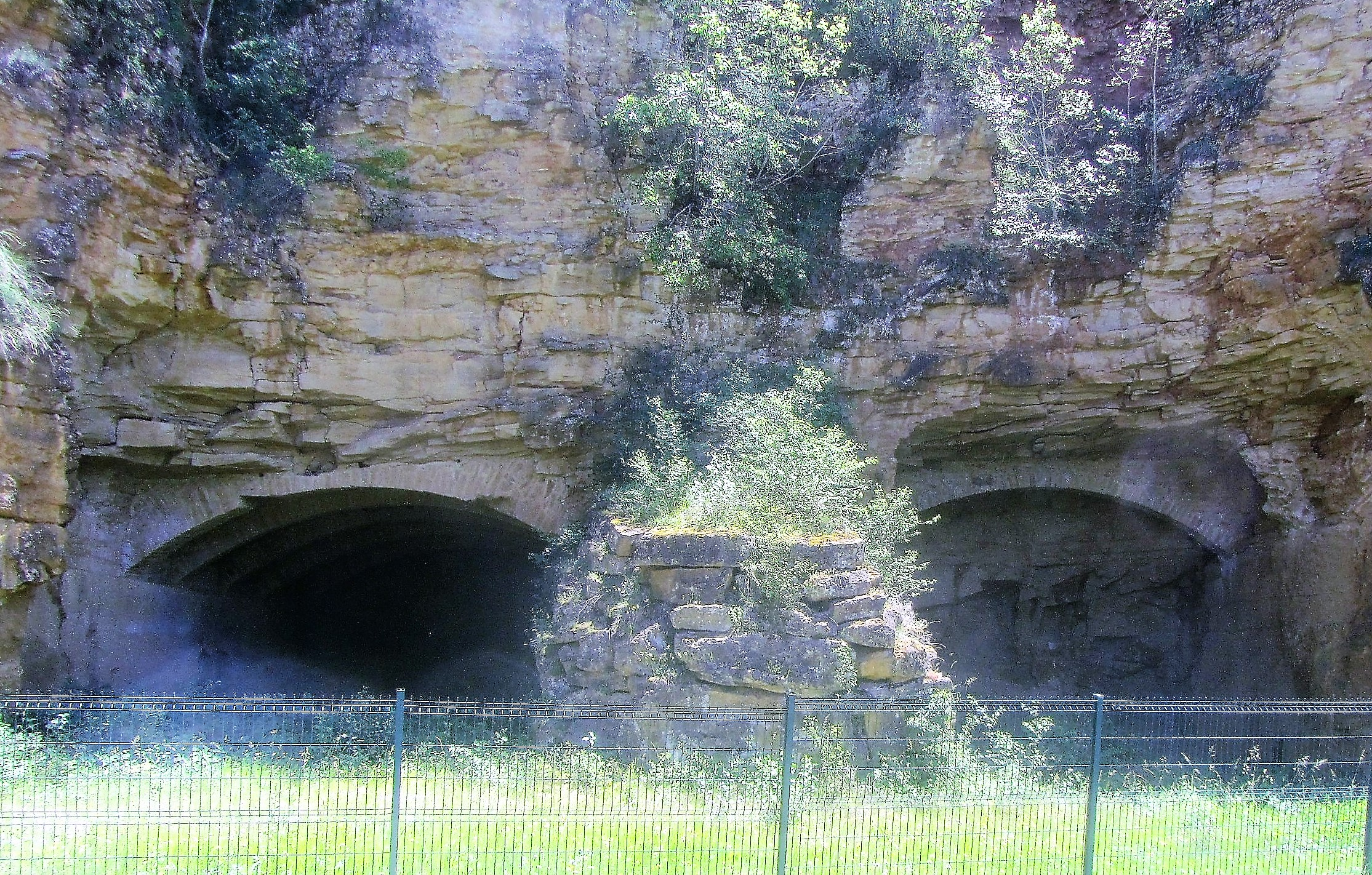
entrée des galeries
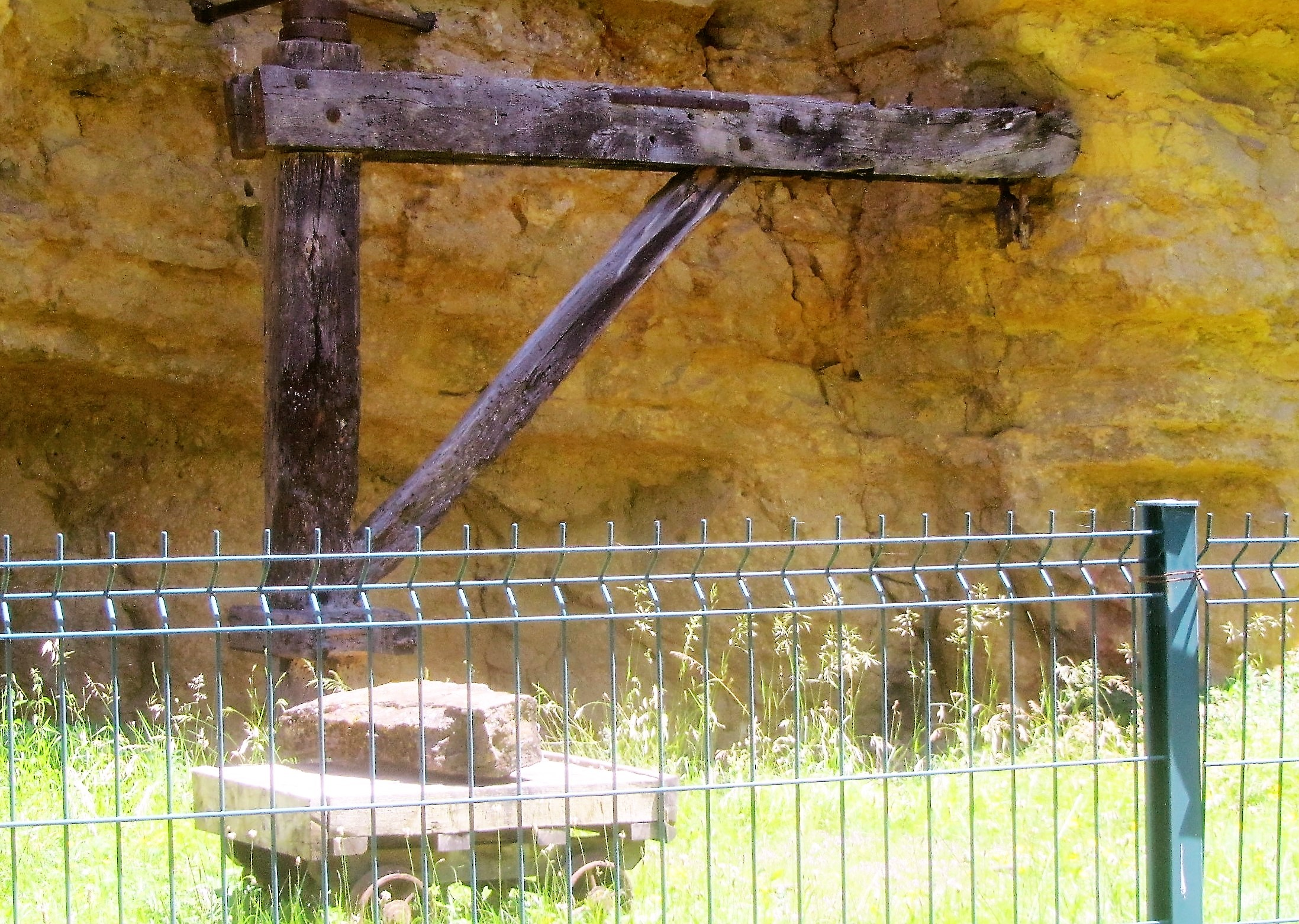
potence de la grue

Le découpage des blocs
Une strate géologique est composée de bancs parallèles. A Oncin ces bancs ne sont pas très épais à la différence de ceux de Villebois, dans le Bugey, où ils atteignent de  0,4  à 1,20 mètre.  Il faut d’abord délimiter les dimensions horizontales des blocs à extraire ce qui se fait en délimitant des tranches, l’une parallèle au front de taille, les deux autres perpendiculaires. Ces tranches se faisaient à l’aide de longues barres d’acier appelées aiguilles pour obtenir une saignée verticale. Ce travail était confié à des trancheurs. Il faut ensuite séparer ce compartiment de roche de la roche en place par une action verticale de rupture. Des différentes méthodes la plus employée consistait à enfoncer des coins de bois très secs, à les battre à refus, puis à les asperger d’eau pour qu’ils se gonflent. Les carriers procédaient à cette opération en fin de journée. Lorsqu’ils revenaient le lendemain matin, ils   trouvaient le bloc rompu. Mais il ne semble pas que cette méthode ait été pratiquée à Glay. L’emploi de la poudre dans ce genre d’opération n’était pas recommandé car il se faisait toujours au détriment de la pierre. L’effort de la poudre occasionnait un ébranlement général dans le bloc et il en résulte des fissures imperceptibles mais qui ne sont pas moins nuisibles lorsqu’on en vient à tailler les parties des blocs séparés.

### De la loge   au client
Le transport des blocs à l’intérieur de la carrière était assuré par des bardeurs ainsi dénommés parce qu’ils utilisaient à cette fin  des bards. Ce terme recouvrait aussi bien les civières à bras que les chariots à deux roues ou des brouettes surbaissées. L’usage des roules en bois sur des chemins en bois a été en vigueur avant la mise en place des wagonnets Decauville.  La pierre brute une fois amenée devant la loge, il fallait dégrossir le bloc soit avec un tétu soit avec un pic pour approcher plus vite de l’état de surface finie sans ébranler le bloc au risque de fissures : cette tâche était confiée aux ébaucheurs. -L’exécution de ce travail devait être conduite en fonction des caractéristiques de la pièce demandée par le client tout en tenant compte de la nature du bloc, de ses mensurations en particulier, pour avoir le moins de déchets possible. Il fallait se conformer aux indications, dont la forme géométrique complète, précisées dans le calepin d’appareil d’où l’expression d’appareillage. Seul l’appareilleur avait la parfaite connaissance de ces données et c ’est sous les ordres de ce spécialiste hautement qualifié que travaillaient les ébaucheurs. Le client devait donner le maximum de précision sur la nature de sa commande. Il le faisait par le truchement de gabarits encore appelés panneaux, réalisés selon des épures soit en bois soit en zinc. Si l’appareilleur connaissait bien son métier, il était capable de faire ces panneaux, ayant déjà lui-même relevé les cotes du travail à exécuter sur place. Mais les panneaux pouvaient aussi lui être fournis par l’entrepreneur ou le maçon qui commandait la pierre. Ainsi, en 1689, pour une maison en construction dans le    quartier Saint-Nizier de Lyon, il est spécifié qu’il s’agit de « quatre croisées à la française … avec les feuillures et autrement de la manière des panneaux fournis par lesdits  architectes dont ils ont conservé le double ». Généralement les blocs étaient livrés finis, prêts à la pose. Si, au moment de la pose, il y avait des retouches à faire, celles-ci étaient faites par un tailleur de pierre nommé compagnon du tas. Mais à la demande de l’architecte, les blocs pouvaient être livrés simplement ébauchés par exemple lorsque ceux-ci devaient être sculptés. C’est le cas des chapiteaux de l’église de Sain-Bel livrés en1894 qui n’ont jamais été sculptés pour des raisons de coût .
On peut s’interroger sur la présence au-dessus de la loge, de la statue de saint Laurent. Celui-ci est facilement identifiable grâce au gril, instrument de son martyre visible sur son côté droit tant qu’il tient sur son bras gauche la palme des martyrs. Il avait d’ailleurs également sa statue et sa chapelle dans l’ancienne église de la paroisse démolie en 1874. Lors de la visite pastorale de Mgr Camille de Neuville en mars 1657 il est précisé que « du côté de l'épître il y a la chapelle la plus proche du chœur dédiée à saint Laurent, où est la confrérie de ce saint ». Plusieurs carriers ont demandé à être enterrés dans  cette chapelle. Quant à la statue, elle a été récupérée, mais décapitée, par une famille. Sur son  socle est sculpté un cartouche avec les attributs des tailleurs de pierre et des lettres entremêlées qui permettent d’identifier Pierre et  Benoît  Buatier tailleurs de pierre  en 1620. Nous ne savons pas pourquoi saint Laurent a été choisi comme protecteur des tailleurs de pierre.  Son culte était, par ailleurs, très répandu dans la région lyonnaise (Chazay-d’Azergues, Saint-Laurent-d’Oingt, Saint-Laurent-de-Chamousset, Saint-Laurent-d’Agny) et la façade  de l’église de Couzon s’enrichit de sa statue  offerte par les tailleurs de pierre des Monts d’Or en 1862.

savons pas pourquoi saint Laurent a été choisi comme protecteur des tailleurs de pierre.  Son culte était, par ailleurs, très répandu dans la région lyonnaise (Chazay-d’Azergues, Saint-Laurent-d’Oingt, Saint-Laurent-de-Chamousset, Saint-Laurent-d’Agny) et la façade  de l’église de Couzon s’enrichit de sa statue  offerte par les tailleurs de pierre des Monts d’Or en 1862.

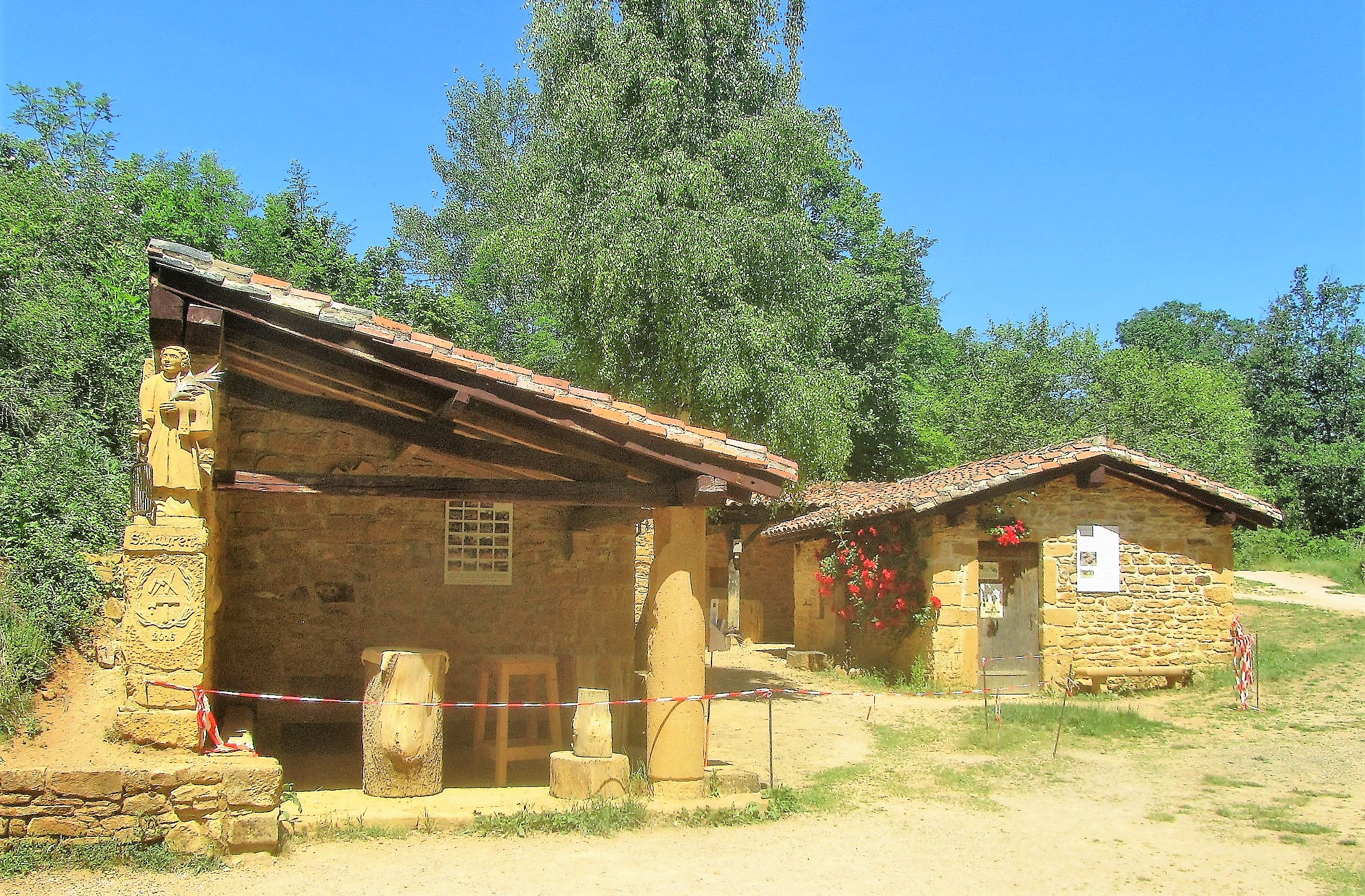
loge de la carrière de Glay
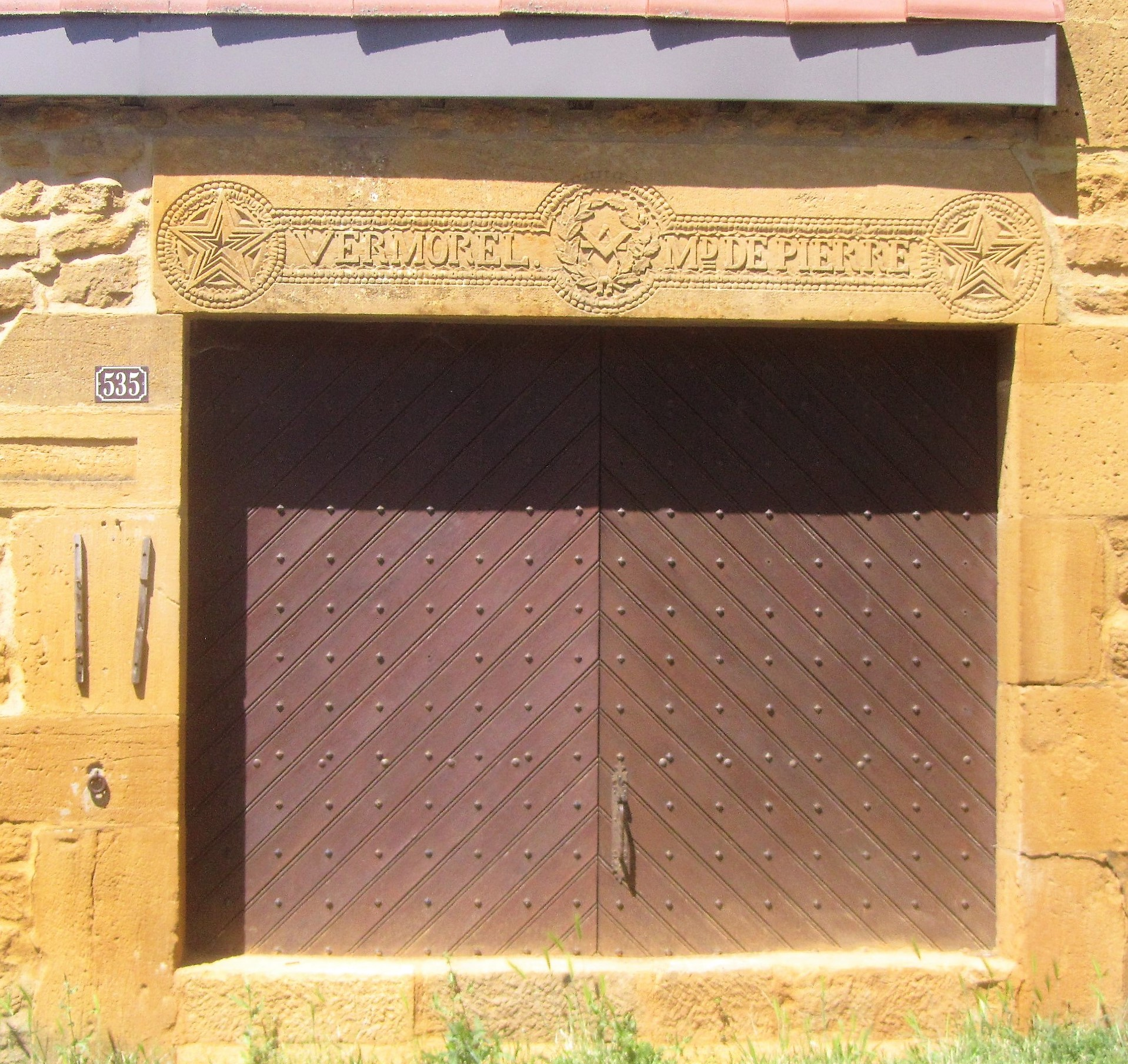
Vermorel, famille de tailleurs
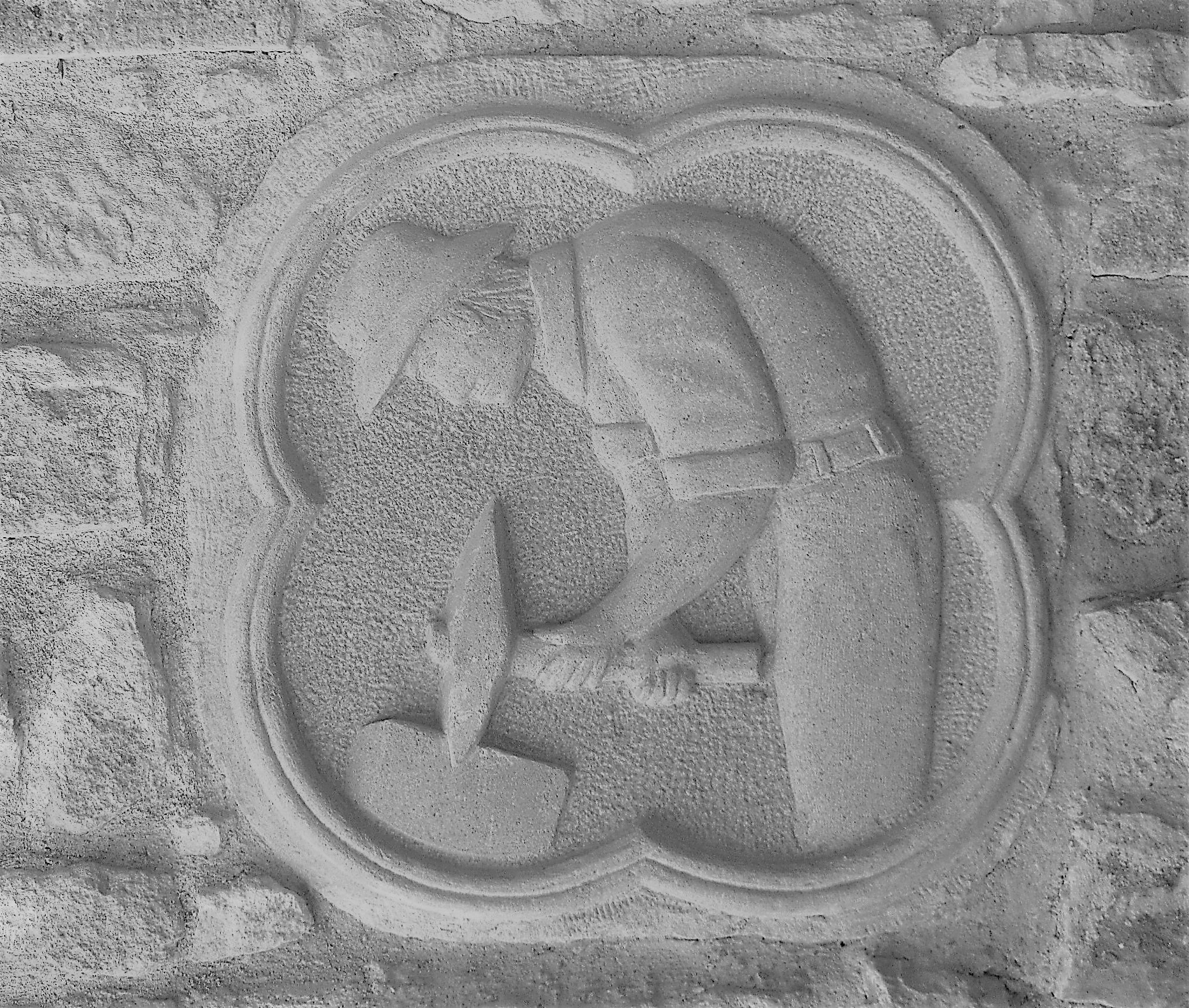
ébaucheur au travail
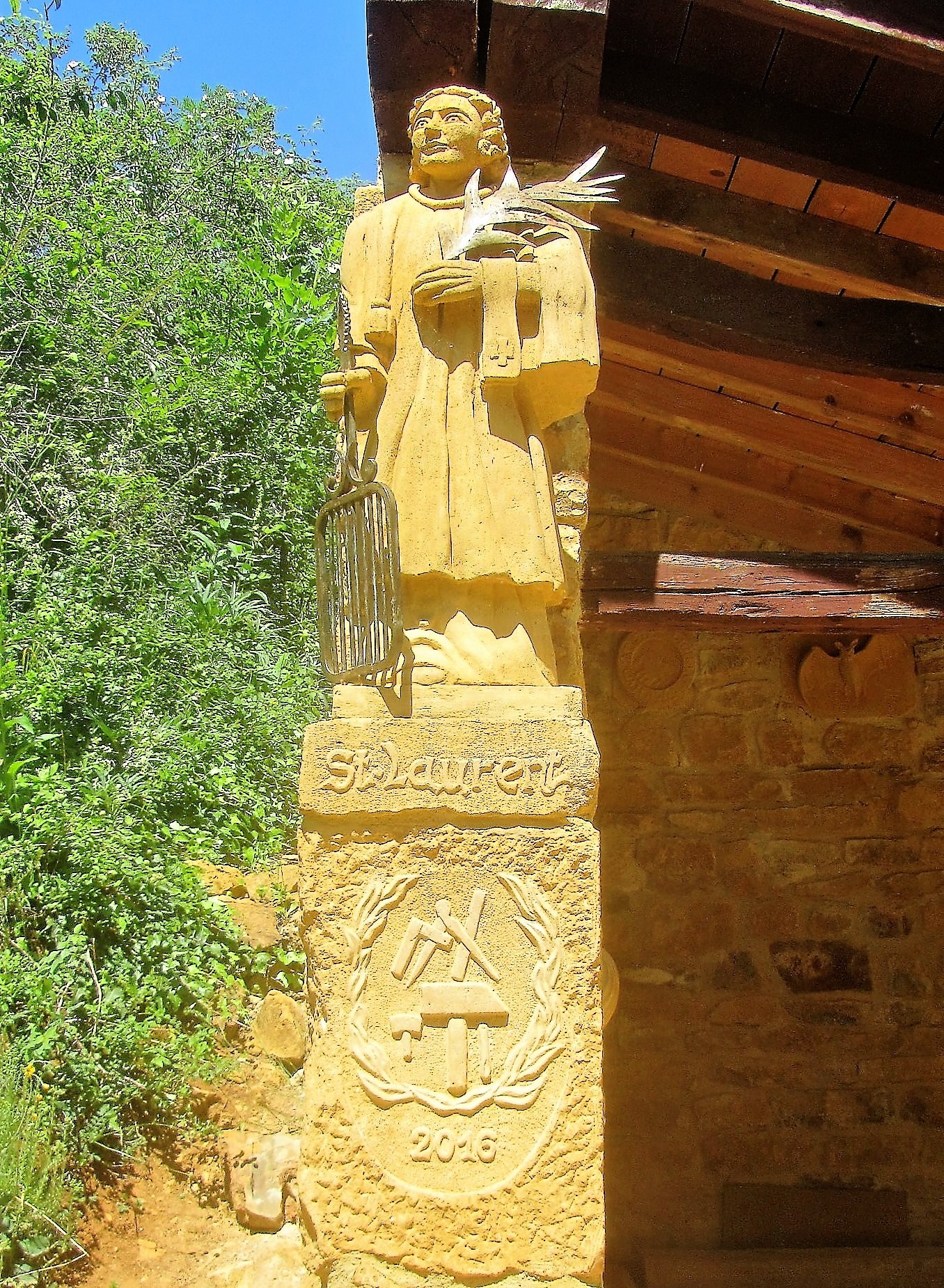
saint Laurent patron des carriers
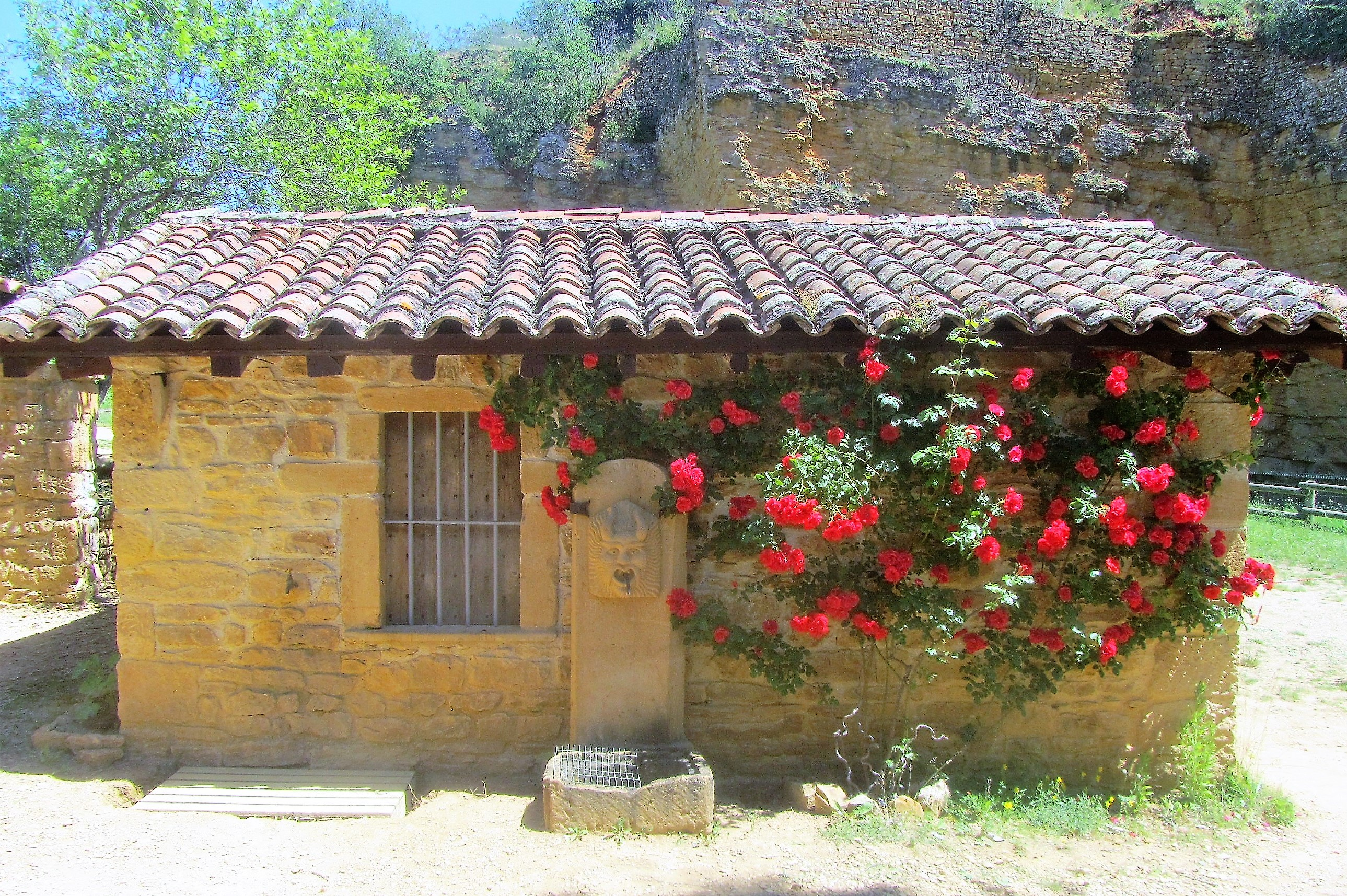
ancienne maison de carrier
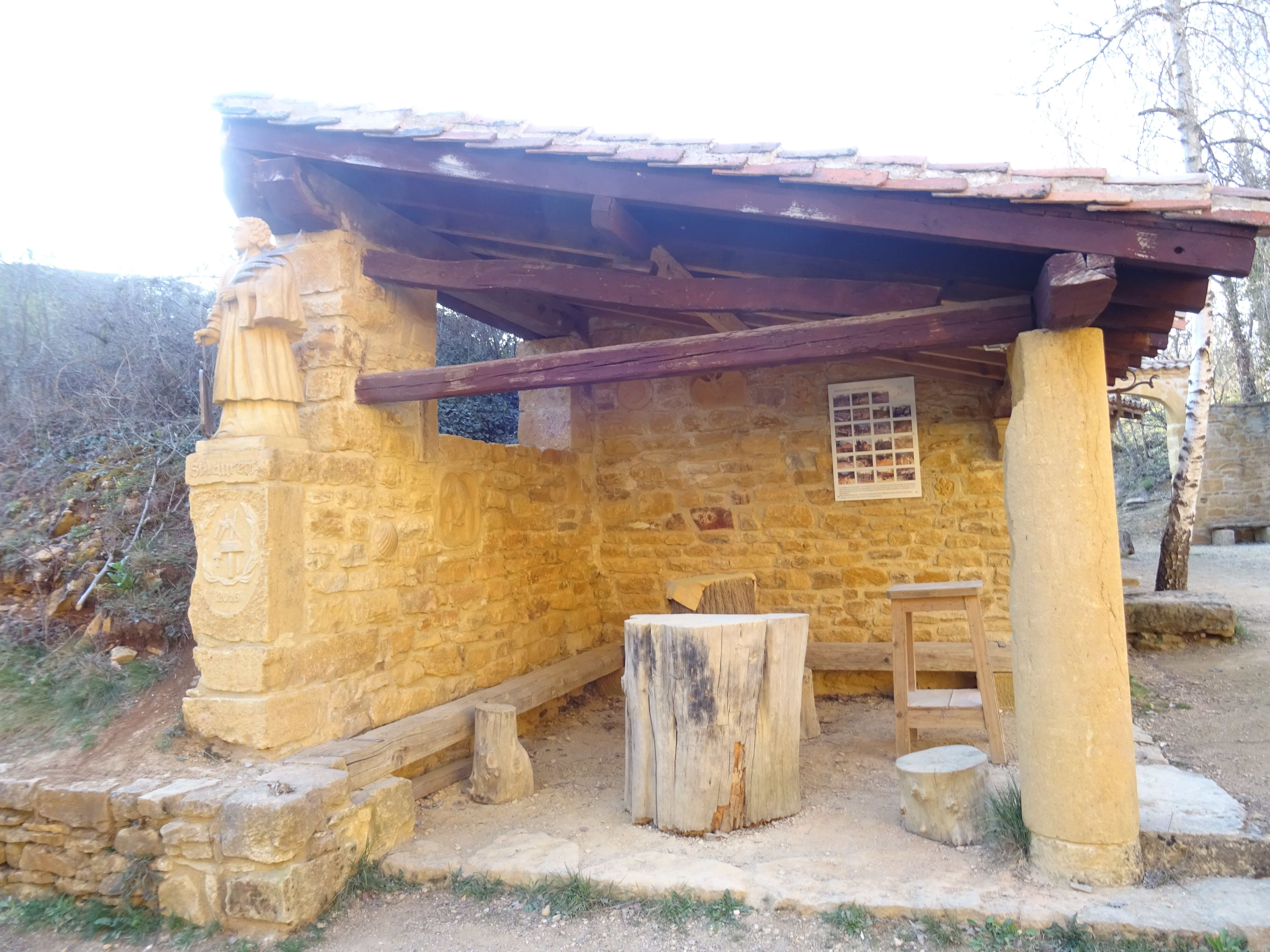
loge de carrier
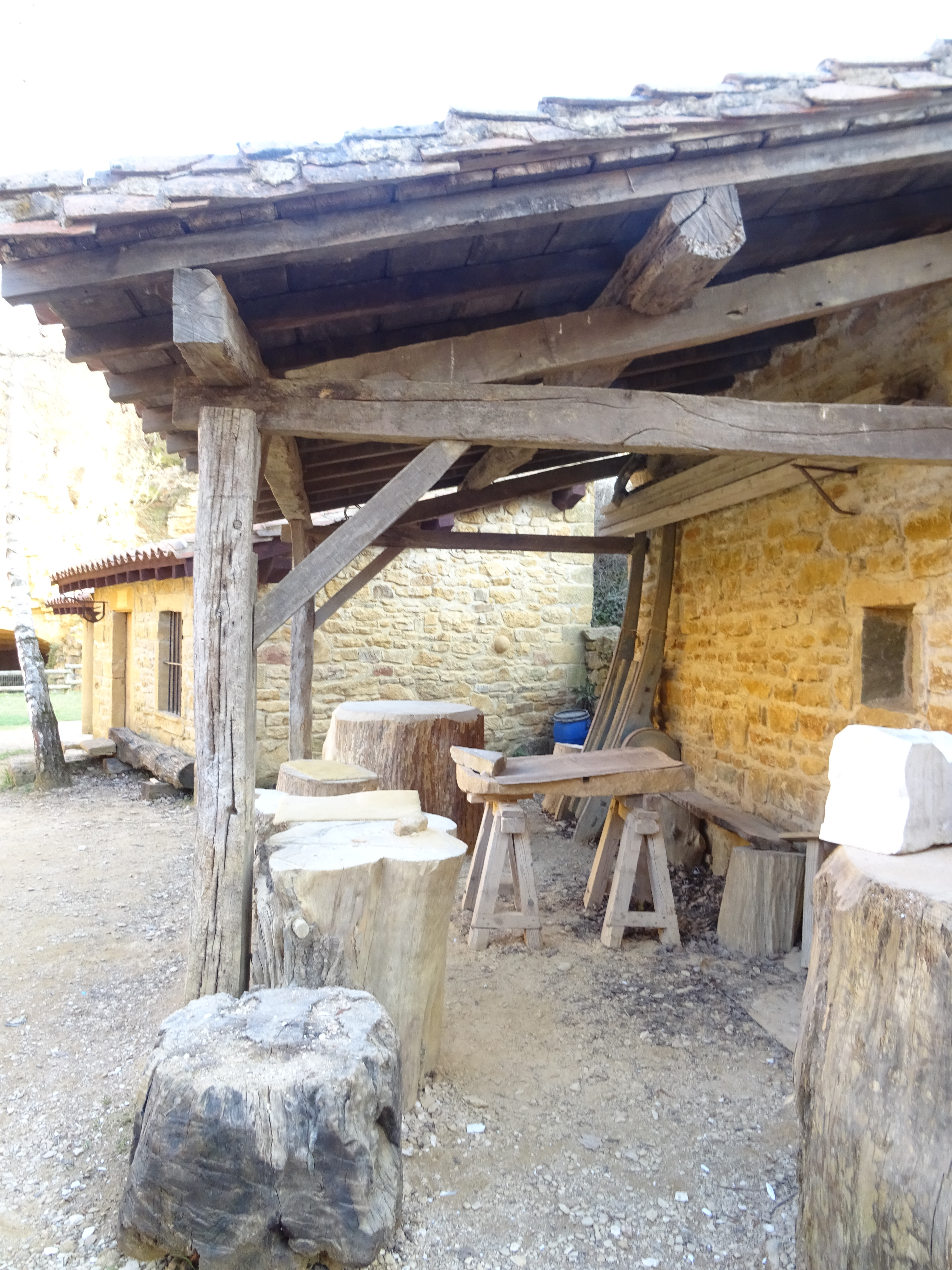
autre loge

Des siècles d’exploitation
Nous devons l’unique texte de 1765 sérieusement documenté sur les carrières d’Oncin à Alléon Dulac déjà cité. Il les localise avec précision : « Au sommet de la montagne, vis-à-vis, dans le hameau d’Oncin, dépendant de Saint-Germain-sur-l’Arbresle, on voit encore des carrières immenses qui ont plus de cent pieds de profondeur ». Nous sommes même amplement informés sur la stratigraphie (« En général, les bancs  supérieurs ont le grain plus fin et les inférieurs l’ont plus gros ; ceux-ci reçoivent mieux la taille ») ; sur leur couleur « d’un jaune brun » ; sur leur utilisation  (« Il est rare que l’on tire de ces carrières des  blocs considérables  parce que le transport en serait trop difficile ») ; on se borne à en faire des croisées, des portes et des cheminées de cuisine ») ; sur les perspectives d’exploitation (« On les abandonnerait bientôt si les propriétaires des carrières de Couzon et de Saint-Romain daignaient creuser davantage pour descendre aux bonnes qualités, et se procurer des chemins convenables pour le transport »).
Avant cette date, il faut se contenter de déductions tirées de l’analyse de la pierre dont sont constitués une église comme Saint-Jean-Baptiste de l’Arbresle dont la construction remonte aux  années 1440-1480, pour partie le château de Bully bâti entre 1480 et 1490 ou une simple croix comme celle sur le parvis de l’église de Sourcieux-les-Mines qui porte la date de 1482. On peut donc affirmer avec certitude que l’exploitation des carrières a commencé au plus tard au XVe siècle.  Dans les Temps modernes, du XVIe au XVIIIe siècle, d’autres jalons nous sont fournis au hasard d’un texte par la mention en 1558 de l’existence d’une perrière (carrière de pierre) ou, mais cette fois à d’innombrables exemplaires par des prix-faits (devis) entre des maîtres-tailleurs et des clients quasiment tous Lyonnais.  C’est, par exemple, le cas d’un armurier demeurant, rue de la Payalerie, (Poulaillerie) quartier Saint-Paul qui noue contrat en septembre 1641 avec deux thailleurs de pierre du lieu de Glay pour la construction d’une maison de trois étages en ceste ville de Lyon avec précision sur la manière de traiter la façade et ses ouvertures, la livraison devant avoir lieu pour  le carnaval prochain. Ou celui de  Claude Jannon, conseiller du Roy en sa cour des aydes de Guyenne, qui passe commande en janvier 1677 à deux associés maistres tailleurs de pierre de Saint-Germain-en-Lyonnais pour  toute l’œuvre de pierre de taille jaune qu’il conviendra et sera nécessaire pour la  construction d’une maison au sise  rue Gentil scavoir… Suit le détail des ouvrages à fournir mais, souligne-t-il, les croisées seront de la mesme hauteur, largeur, qualité, façon  et architecture que lesdits entrepreneurs ont fourni au sieur Quinsson…rue du Petit Soulier ».

La grande période, l’âge d’or peut-on dire, des carrières commence à la fin du XVIIIe siècle (on compte 15 propriétaires en 1798). Elle durera jusque vers 1880. « Il n’est que de voir le nombre d’écoles, de mairies et d’églises construites pour la plupart à partir des années 1850 pour se persuader que les carrières ont livré quantité de pierre ». Soulignons comme symbolique la participation à l’aménagement du réseau ferroviaire : le viaduc de Solémy sur la ligne Lyon-Roanne en 1865 est entièrement en pierre de Glay.  La crise qui commence après 1880 suit de trop près celle du phylloxéra pour ne pas bouleverser complètement l’économie. Elle est générale et va jusqu’à la fermeture de nombreuses carrières locales. Les entreprises ne sont plus concurrentielles car les pierres de l’Isle Crémieu, dont celles de Montalieu, arrivent à plus bas prix par le Rhône sur le marché lyonnais. Nos carrières n’ont pas fermé mais il ne reste que trois maîtres carriers en1890 dont la dynamique  Dessainjean. Sans doute ont-elles fait de grands progrès de productivité car elles jettent leurs derniers feux en enlevant de gros marchés comme le séminaire de Sainte-Foy-lès-Lyon (1900-04) où tout est en pierre : fenêtres, portes, maçonnerie en moellons ; divers châteaux et résidences dans le voisinage à Villefranche-sur-Saône Lacenas, Bully et l’église de Theizé ou à bien plus grande distance (Villars-les-Dombes, Voiron, dans la Loire près de Boën). L’activité reprend sur un rythme très modeste après la Grande Guerre mais on est à l’ère du béton armé : même les entreprises les mieux placées comme celles de Villebois ou Montalieu cessent leur activité. Et c’est dans la très grande proximité que se trouvent les deux derniers  témoignages du passé : la ferme des Oncins pendant la Deuxième Guerre mondiale ; la croix de la paix  en limite des   communes de Nuelles et de Châtillon  en 1946. « L’exploitation cesse définitivement en 1947.  Joseph Dessainjean, dernier héritier d’une longue tradition, décède en 1961 et avec lui les grandes carrières d’Oncin se sont tues à tout jamais ».

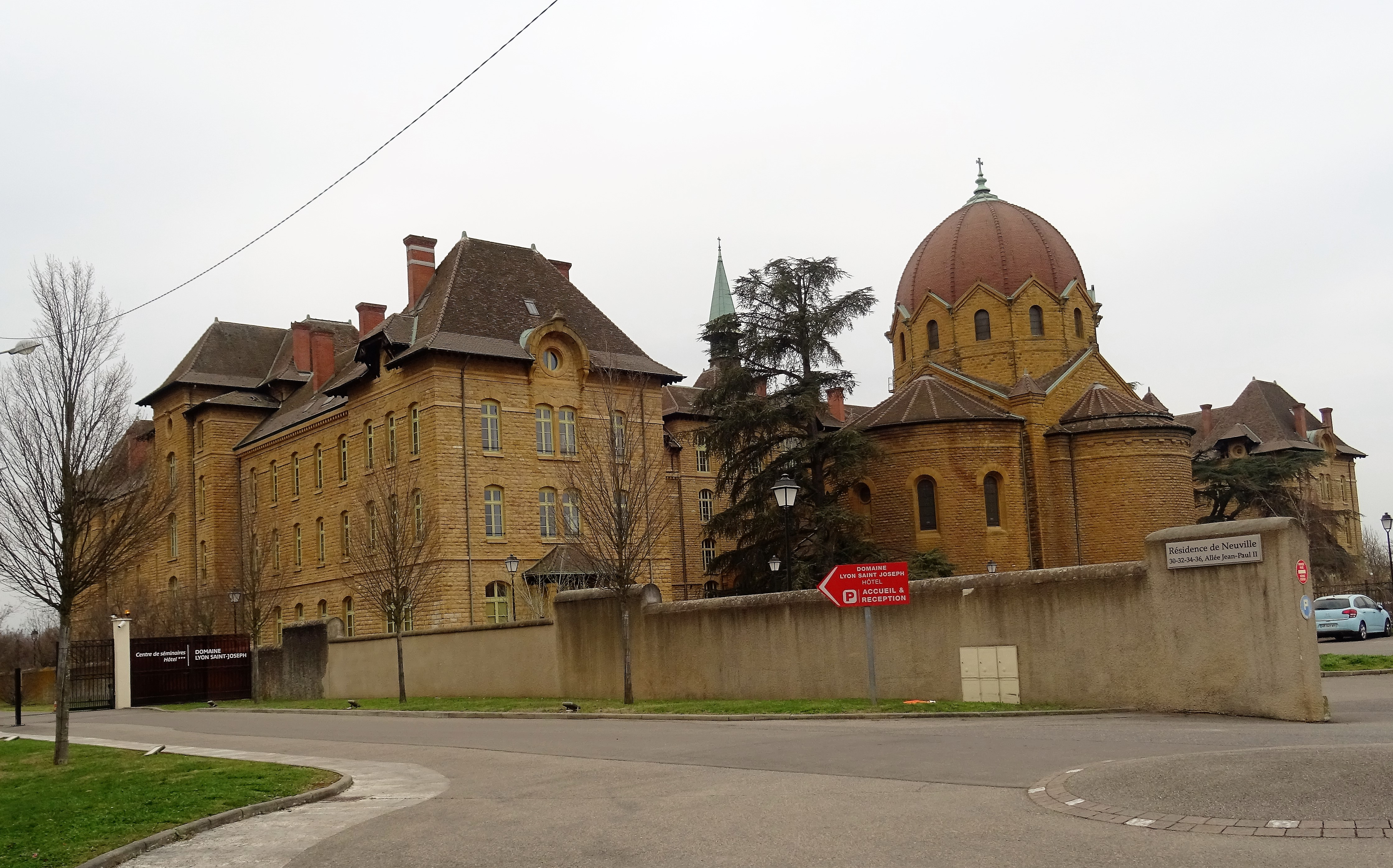
séminaire Saint-Irénée
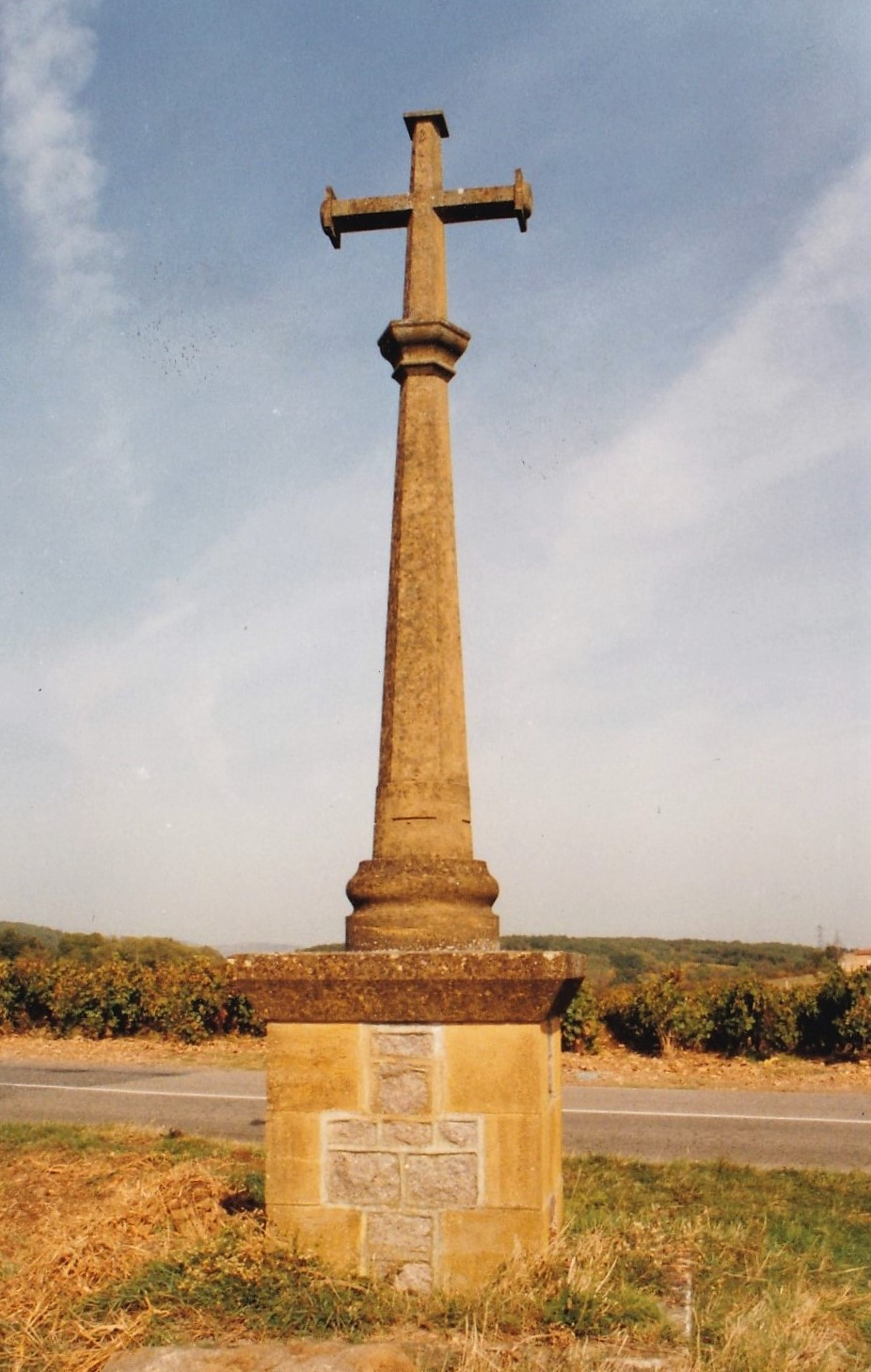
croix de la Paix
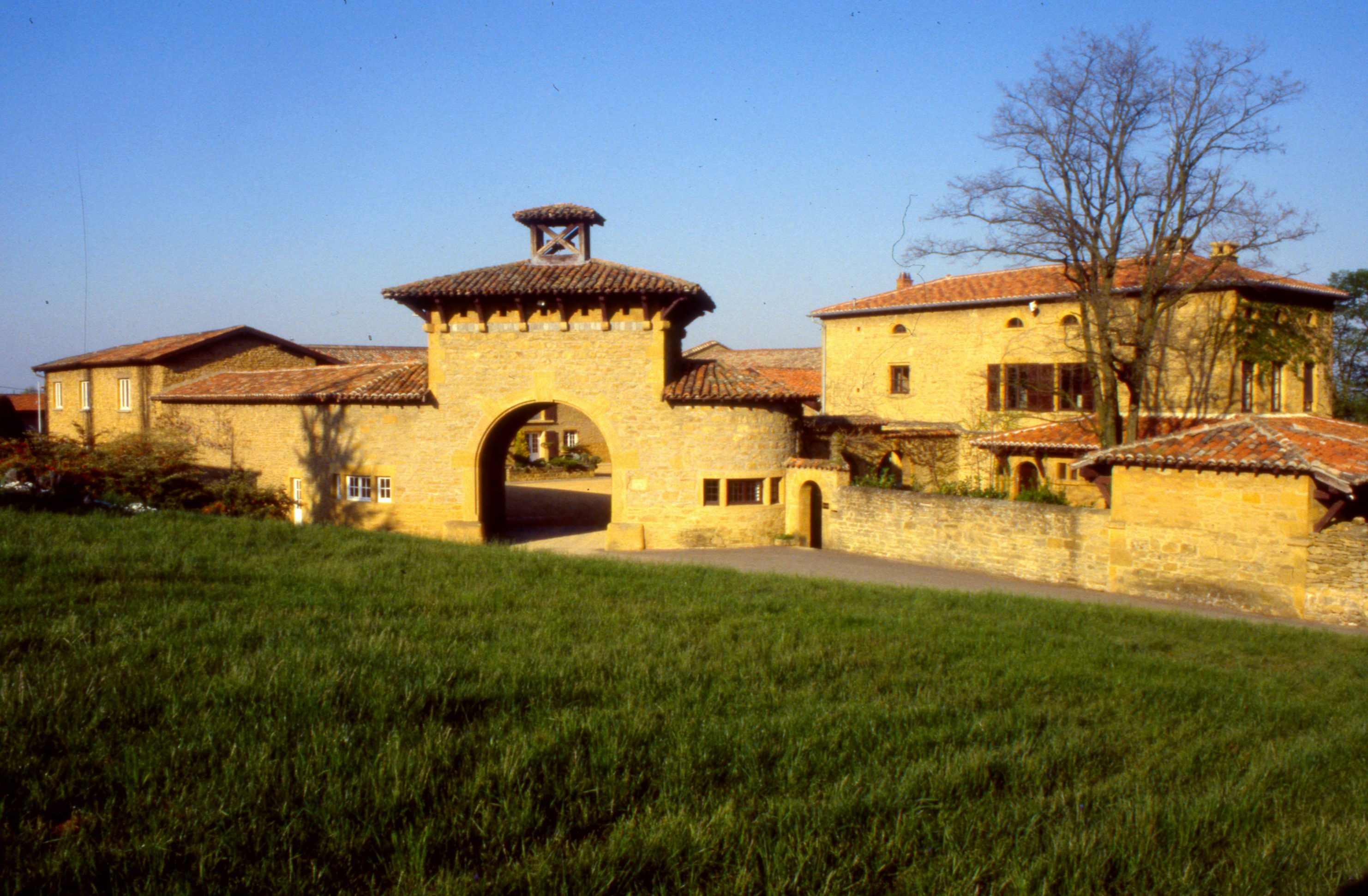
ferme des  Oncins
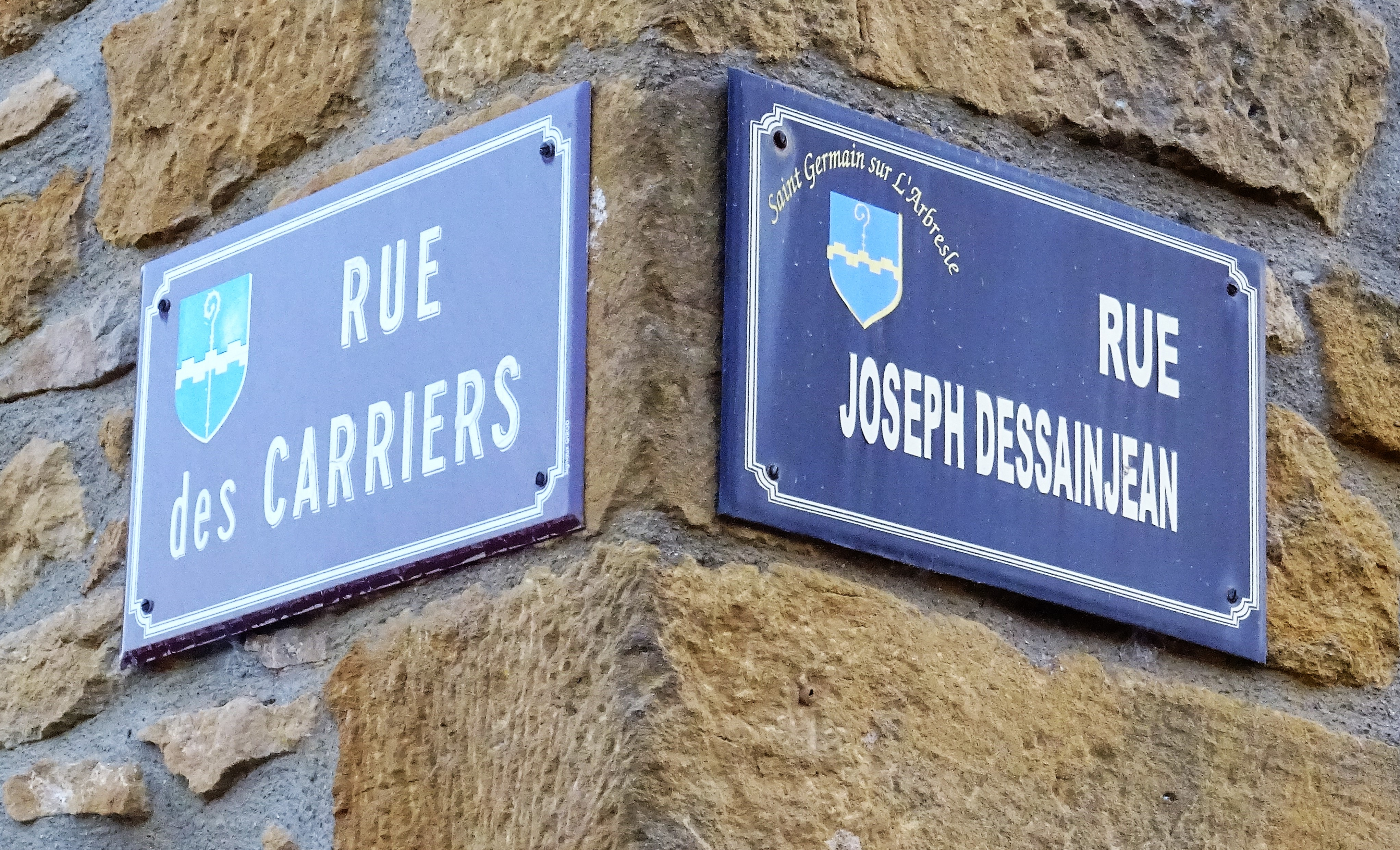
rue Desainjean à Glay

### Quel bilan?
Un bilan a pu être dressé des ouvrages construits avec de la pierre des carrières d’Oncin. Il s’appuie sur un recensement de 92 d’entre eux pour lesquels nous avons une certitude de provenance soit par l’examen de la pierre soit par l’existence de documents écrits. En croisant les trois critères de l’époque, de l’aire géographique et de la nature des travaux, ce bilan conforte les impressions laissées par le récit historique. Il est évident que la situation à l’écart des grands moyens de communication n'a pas favorisé la vente au loin d’un matériau pondéreux, grevée de ce fait de lourds frais d’acheminement jusque sur le chantier. C’est pourquoi les 15 témoignages portants sur les Temps modernes (XVe – XVIIIe siècle) concernent essentiellement la livraison d’éléments de construction pour des demeures des anciens quartiers de Lyon. A l’âge d’or des carrières, le nombre des clients va en se gonflant considérablement : 5 dans les années 1860 ; 2 dans les années 1870 ; 12 dans les années 1880 ; 20 dans les années 1890 ; 29 de 1900 à 1914. L’aire géographique reste limitée au voisinage du réseau hydrographique de l’Azergues jusqu’à Ternand et de ses affluents : le Soanan avec Saint-Clément-sur-Valsonne et la Brévenne jusqu’à Brussieu. Le développement du réseau ferroviaire explique, évidemment la part prise dans sa construction avec le proche viaduc de Solémy ainsi que des lots sur la ligne de Lamure à Lozanne et, vraisemblablement, les exceptions d’Amplepuis au cœur de la montagne beaujolaise, de Villars-les-Dombes dans l’Ain et de Voiron dans l’Isère. Les liens noués à cette occasion avec Félix Mangini, créateur de la voie ferrée de Lyon-Saint-Paul à Montbrison expliquent les nombreuses interventions  pour son château de la Pérollière. La demande la plus forte correspond au redoublement de la ferveur religieuse qui se traduit pas les nombreuses constructions d’églises (leur longue énumération en serait fastidieuse) ou de leurs clochers (à  Brullioles, Chevinay et bien évidemment   Saint-Germain même) ainsi  que des presbytères (à Saint-Vérand, à Pontcharra- sur-Turdine) sans oublier le séminaire de Sainte-Foy-les-Lyon. La participation à des constructions d’écoles suscitée par les lois Jules Ferry  paraît ,  en revanche, peu importante (Sain-Bel, Saint-Laurent-de-Chamousset, Villechenève, Létra et Saint-Germain-au-Monts d’Or et Albigny.

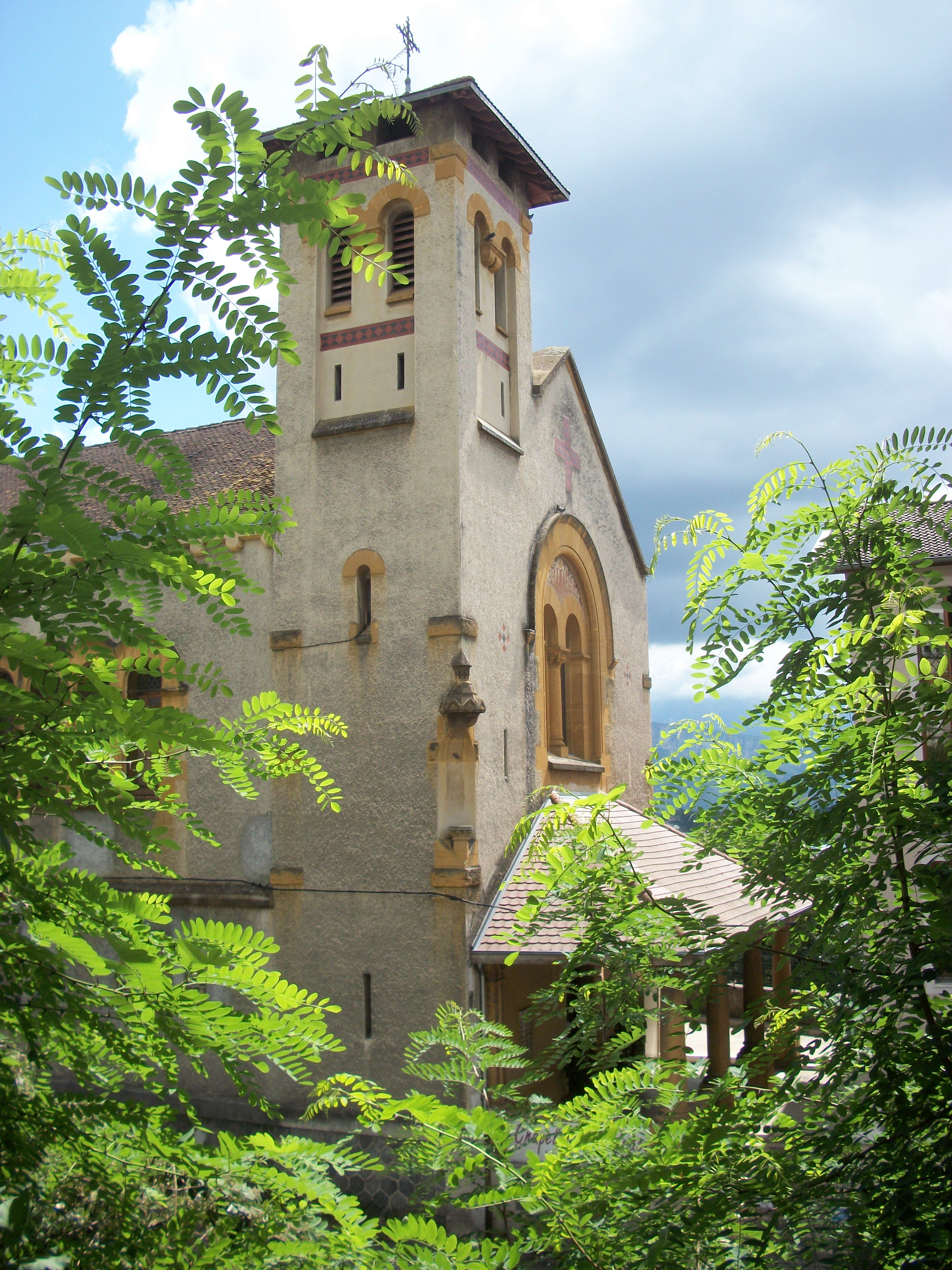
Chapelle des  Grâces Voiron
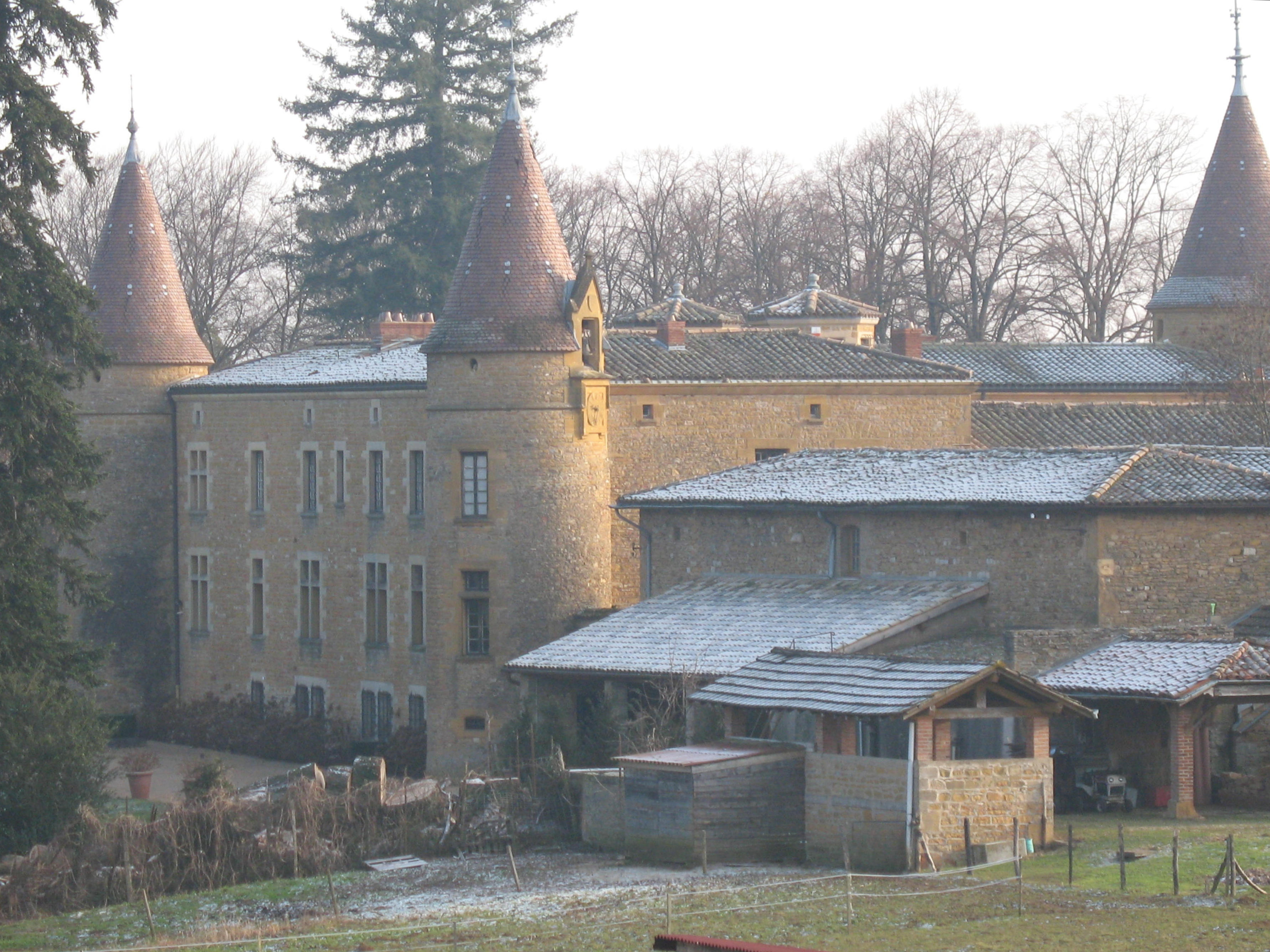
château de Bionnay
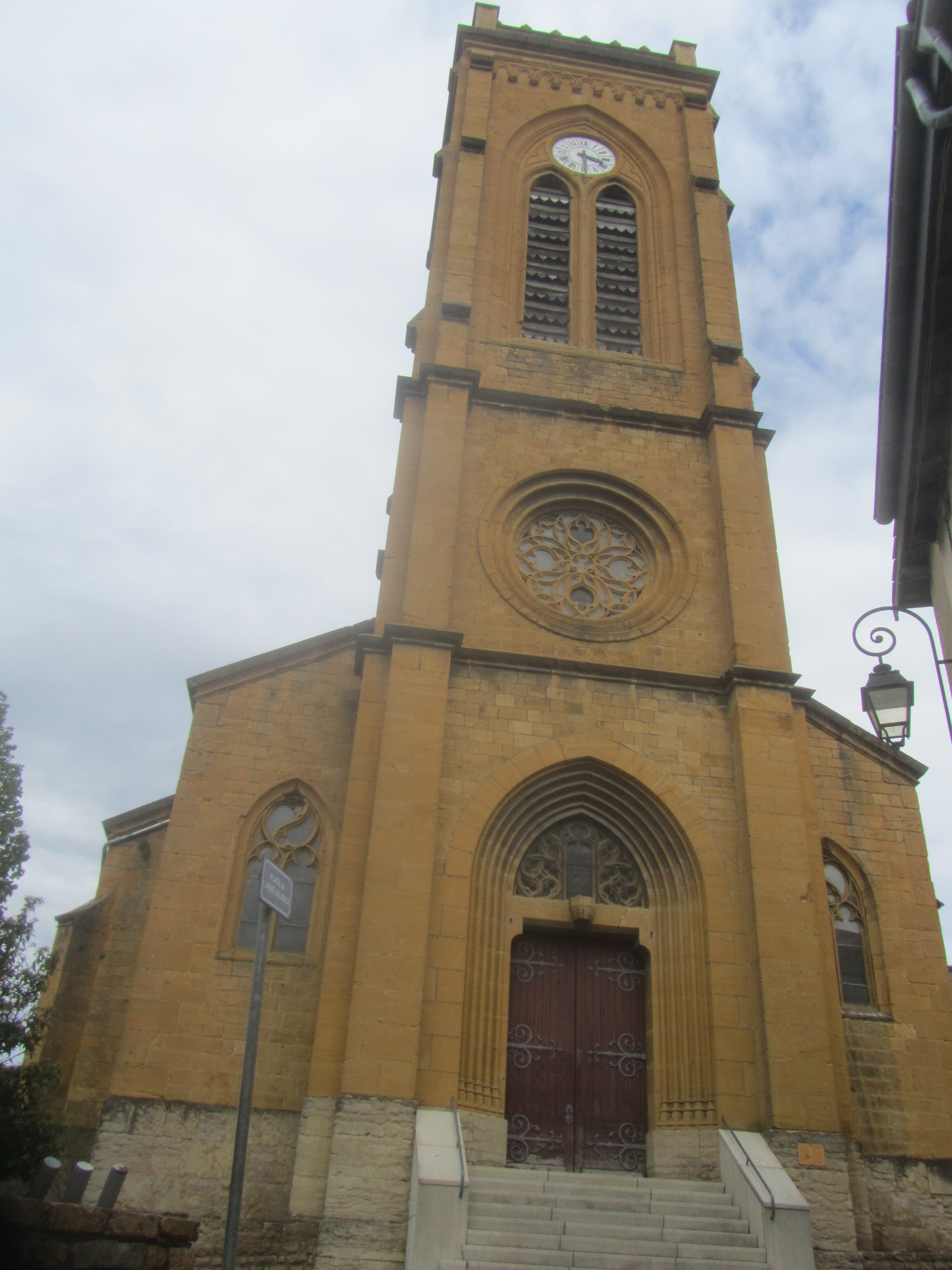
église de l'Arbresle
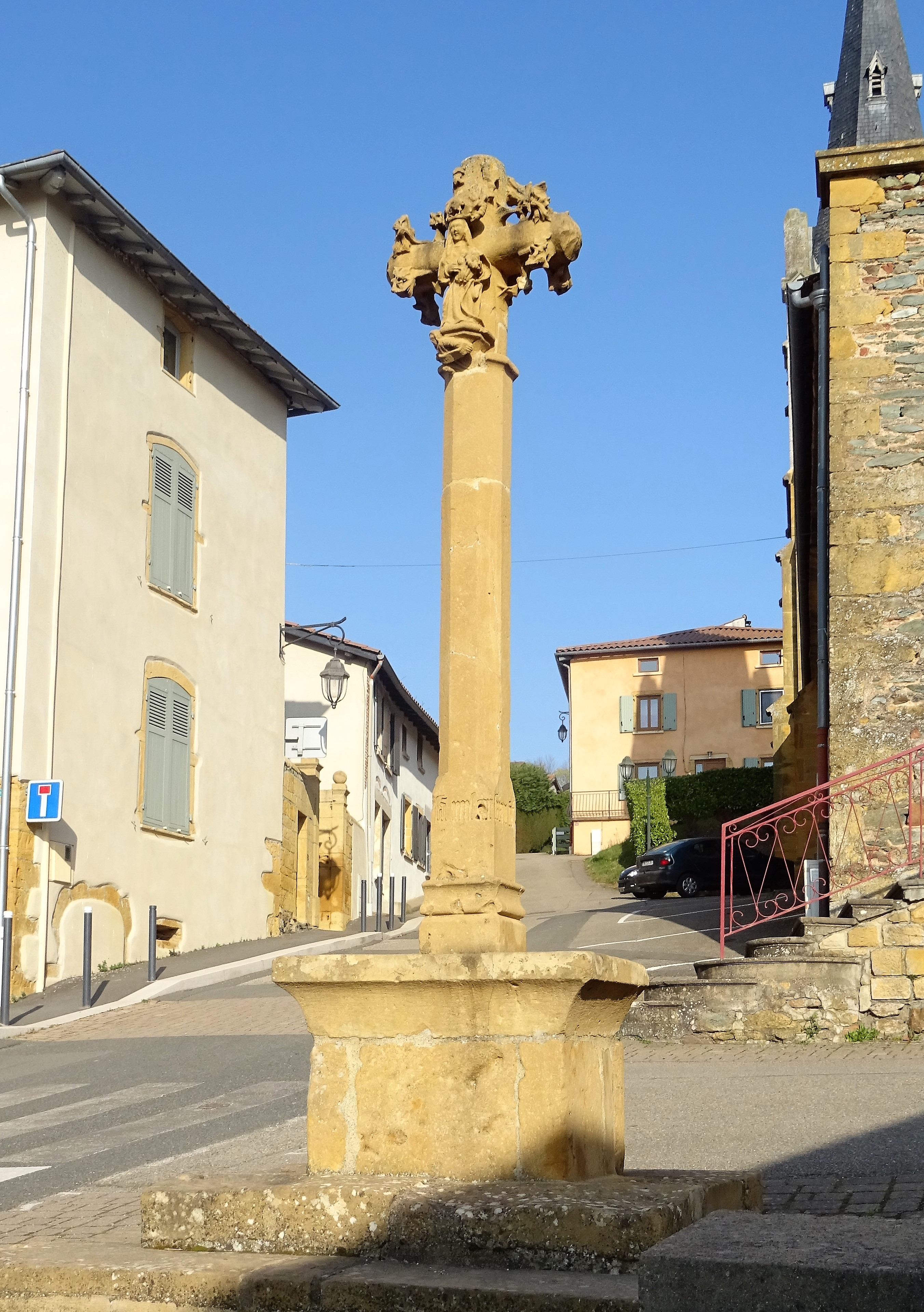
croix de Sourcieu-les-Mines

### Le hameau de Glay
Le hameau de Glay est situé à 340 mètres d’altitude sur le versant à l’ouest des carrières qui le dominent d’environ 80 mètres. Cette proximité devait faciliter les déplacements quotidiens des tailleurs de pierre.  Plus que par l’étymologie controversée du nom, la présence humaine aux temps gallo-romains a été attestée par la découverte en 1996 dans les fondations d’une maison d’une pierre qui présente des caractéristiques familières aux archéologues. Il s’agit du fond ou radier d’un bassin et du solin en forme de quart de rond assurant l’étanchéité avec la paroi verticale. Si sa destination est incertaine (pour l’agrément ou comme réservoir d’eau ?) la technique de fabrication est propre aux Romains. Il s’agit d’un enduit hydraulique très lisse fait de mortier de chaux, de sable et de terre cuite concassée.
Bien entendu, ce passé lointain est sans rapport avec l’exploitation des carrières qui n’est attestée qu’à partir du XVe siècle. Les noms des 15 familles résidentes du début du XIXe siècle sont celles des propriétaires exploitants des carrières. Tel qu’on le découvre aujourd’hui physiquement en descendant le versant, tel devait-il se présenter depuis des siècles. Il y a peu de différence entre le cadastre de 1829 et la situation au début du XXIe siècle.  Toutes les demeures présentent une grande unité de construction en pierre dorée avec leurs toits de tuiles rouges.

Mais le visage démographique est entièrement renouvelé. Glay était autrefois le hameau le plus peuplé de la commune. En 1829, on y comptait 65 maisons contre 23 au bourg et 47 à la Charrière pour une population totale de 750 habitants. En 1880, sur les 900 Germinois  256 vivaient à Glay et 129 à la Charrière. Les habitants du hameau « qui est aussi considérable que le reste de la commune et est éloigné du bourg de plus d’une demi-heure » estimaient avoir  droit à  leur  propre école, droit qui ne devait leur être reconnu que très tardivement en 1934. Au début du XXe siècle sont ouverts un café-épicerie et…un atelier de photographie ; l’électrification est amorcée précocement en 1911.Le hameau de Glay a perdu aujourd’hui la double vocation héritée de son long passé. Déjà difficilement remis de la crise du phylloxéra, après la fermeture de ses carrières en 1947, sa population résidente entièrement renouvelée migre quotidiennement vers l’agglomération lyonnaise où elle trouve à s’employer tandis que son école a fermé en 1991.

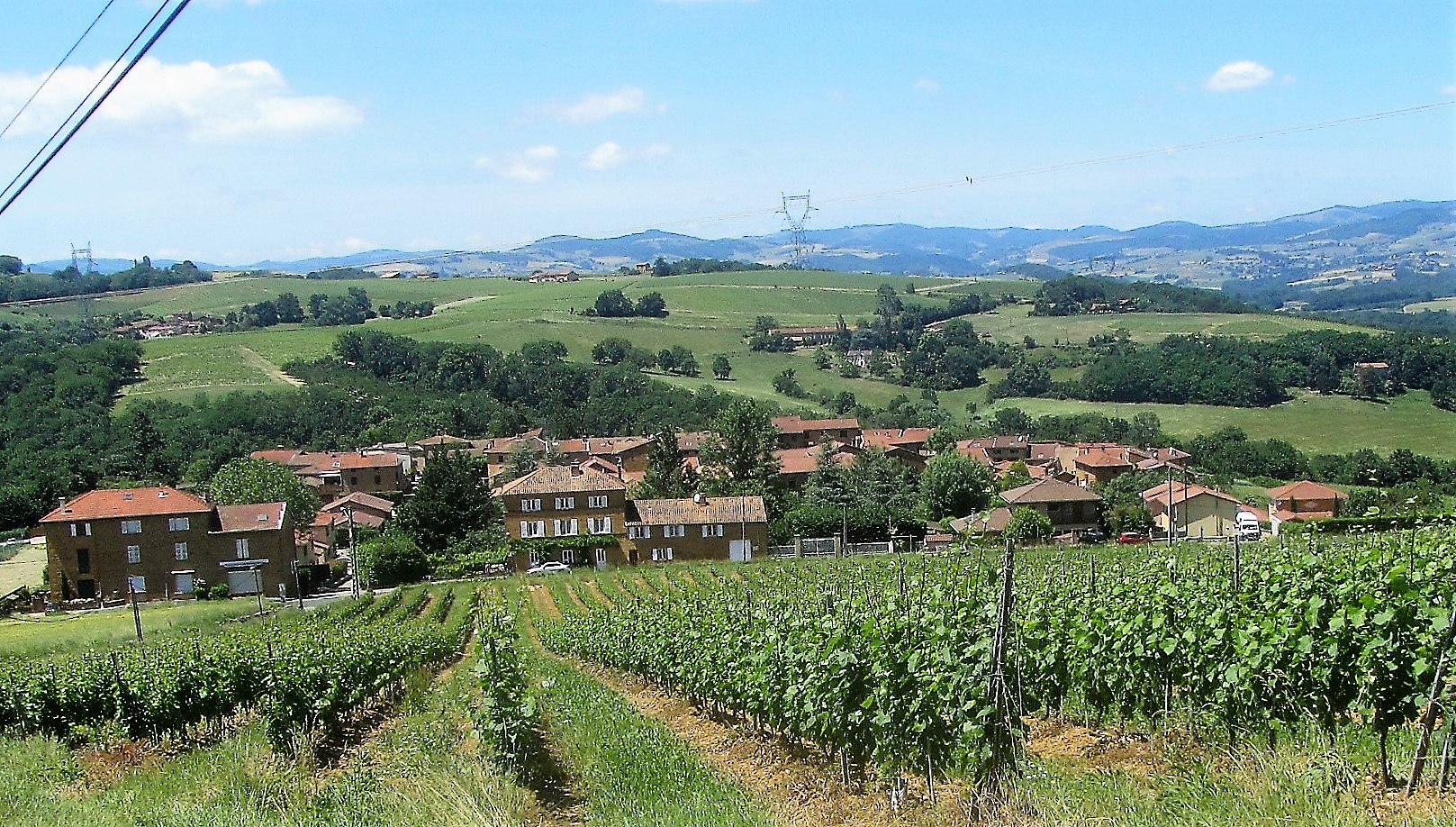
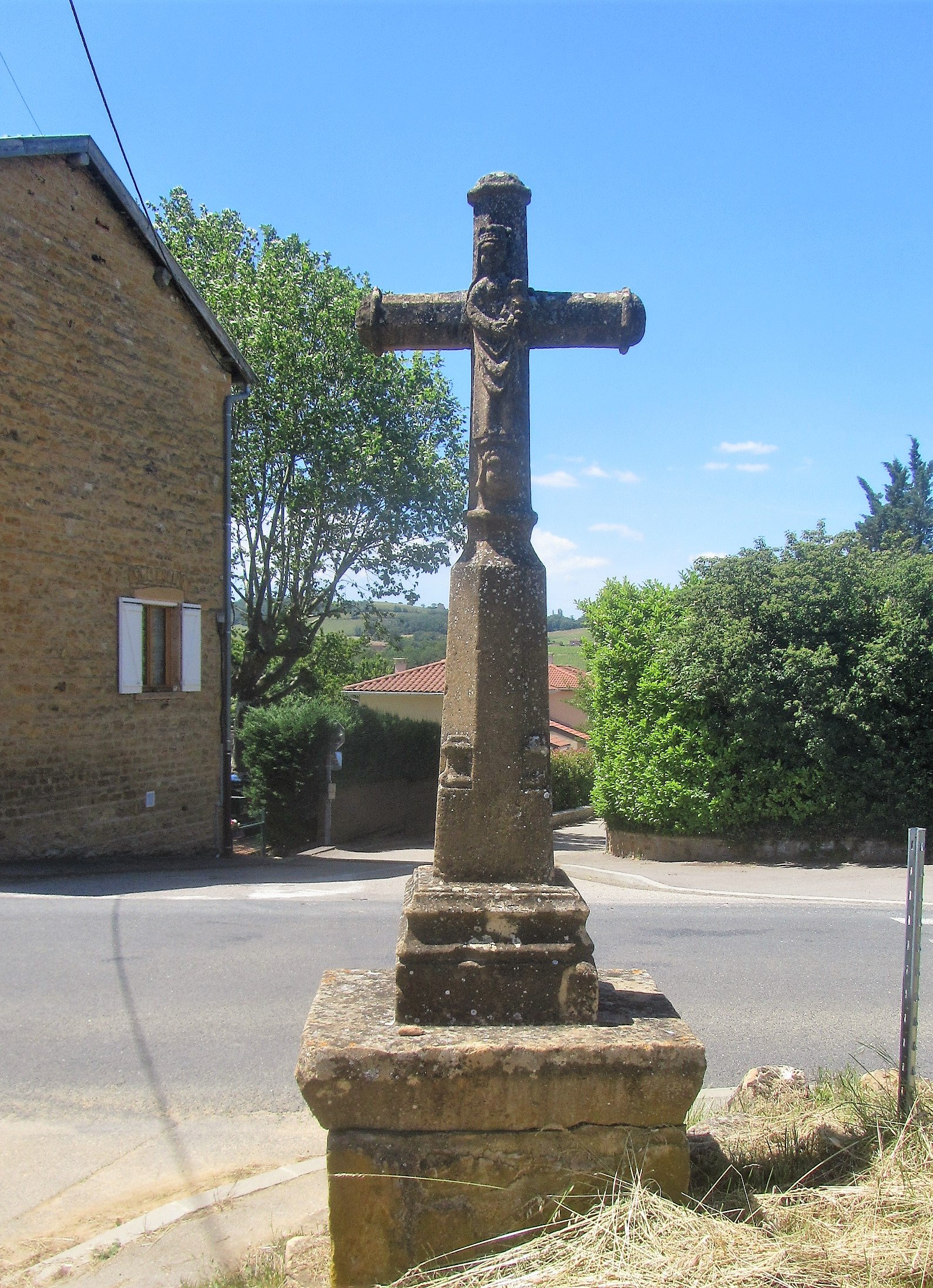
croix de Glay
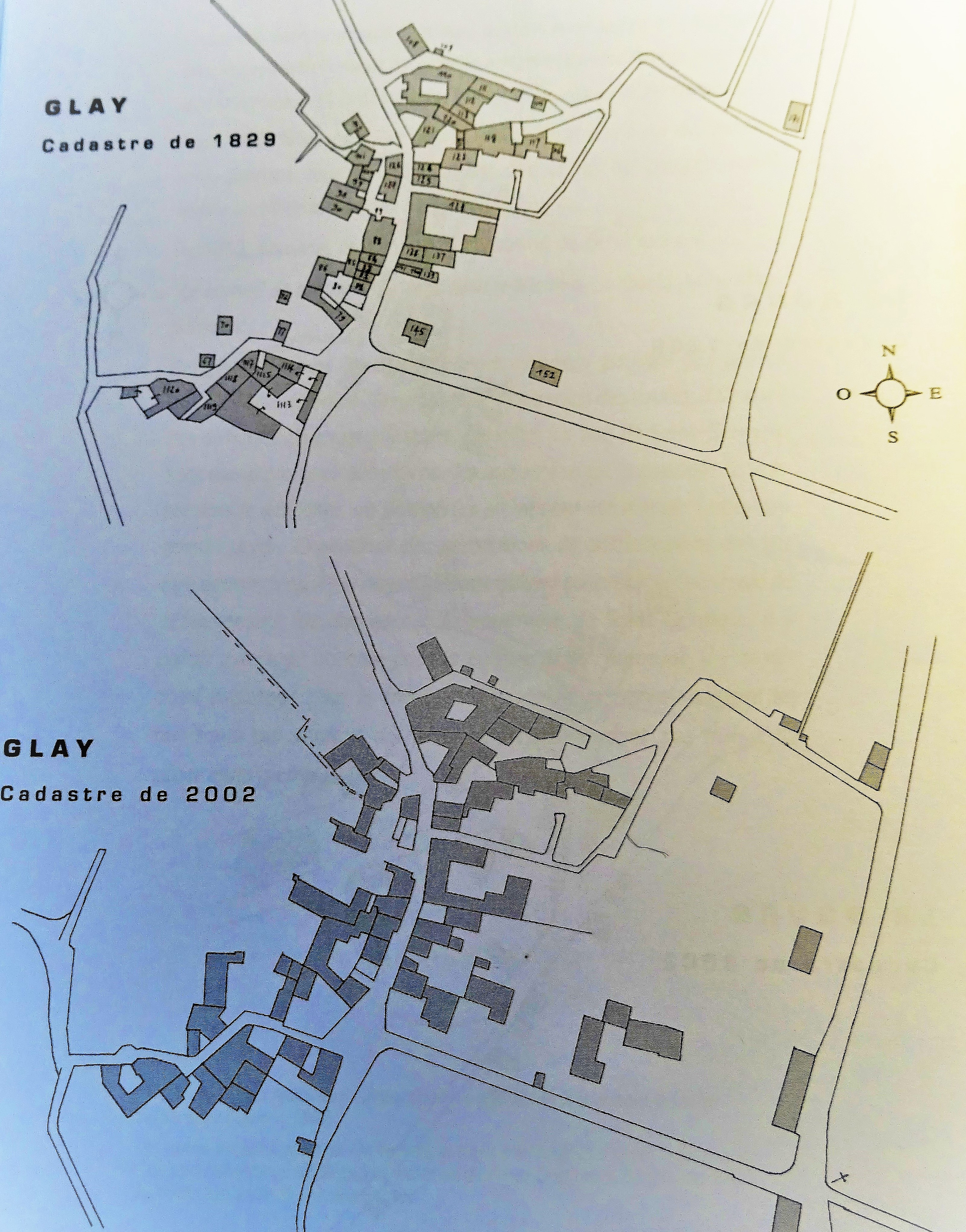
plans de Glay
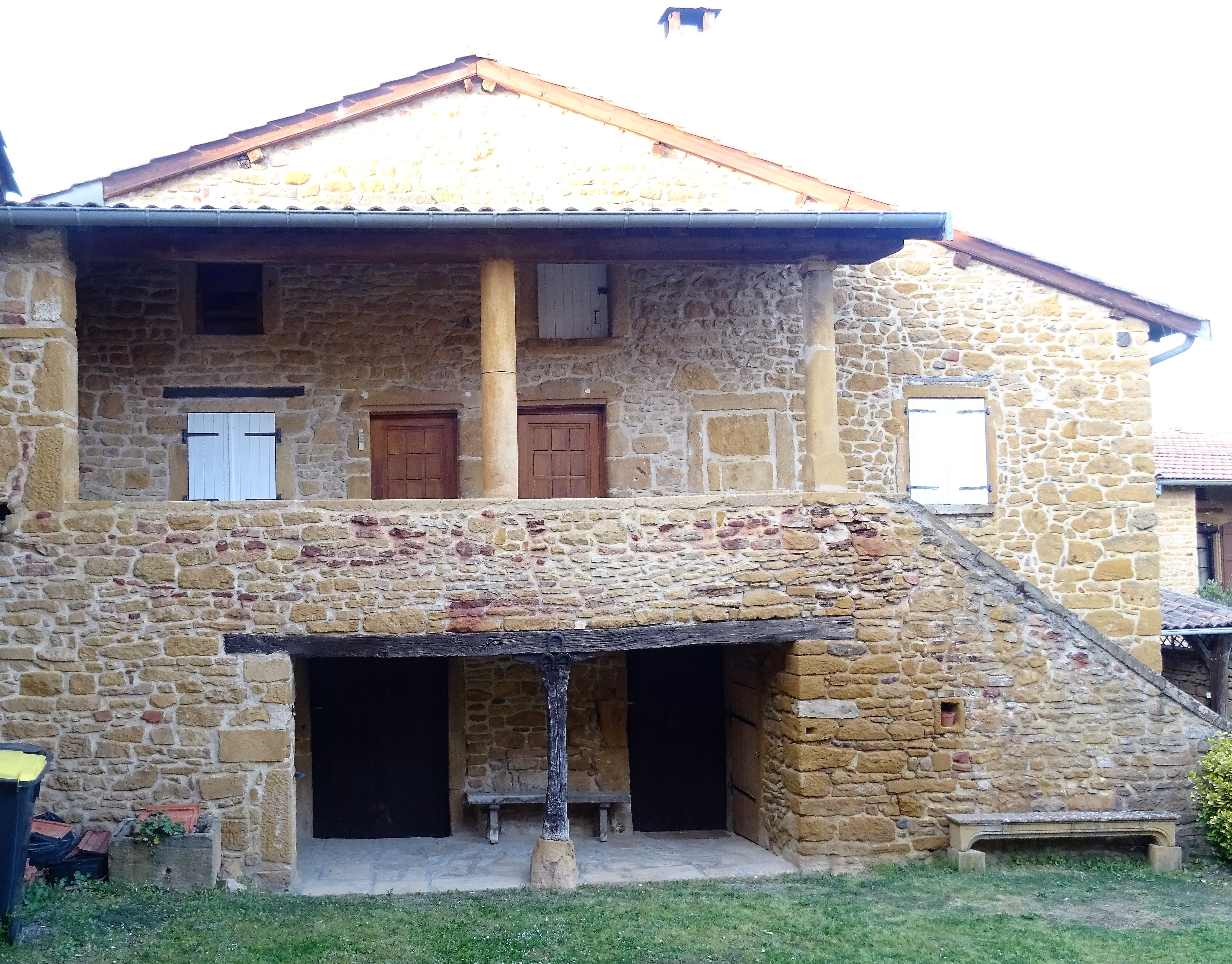
maison aux colonnes
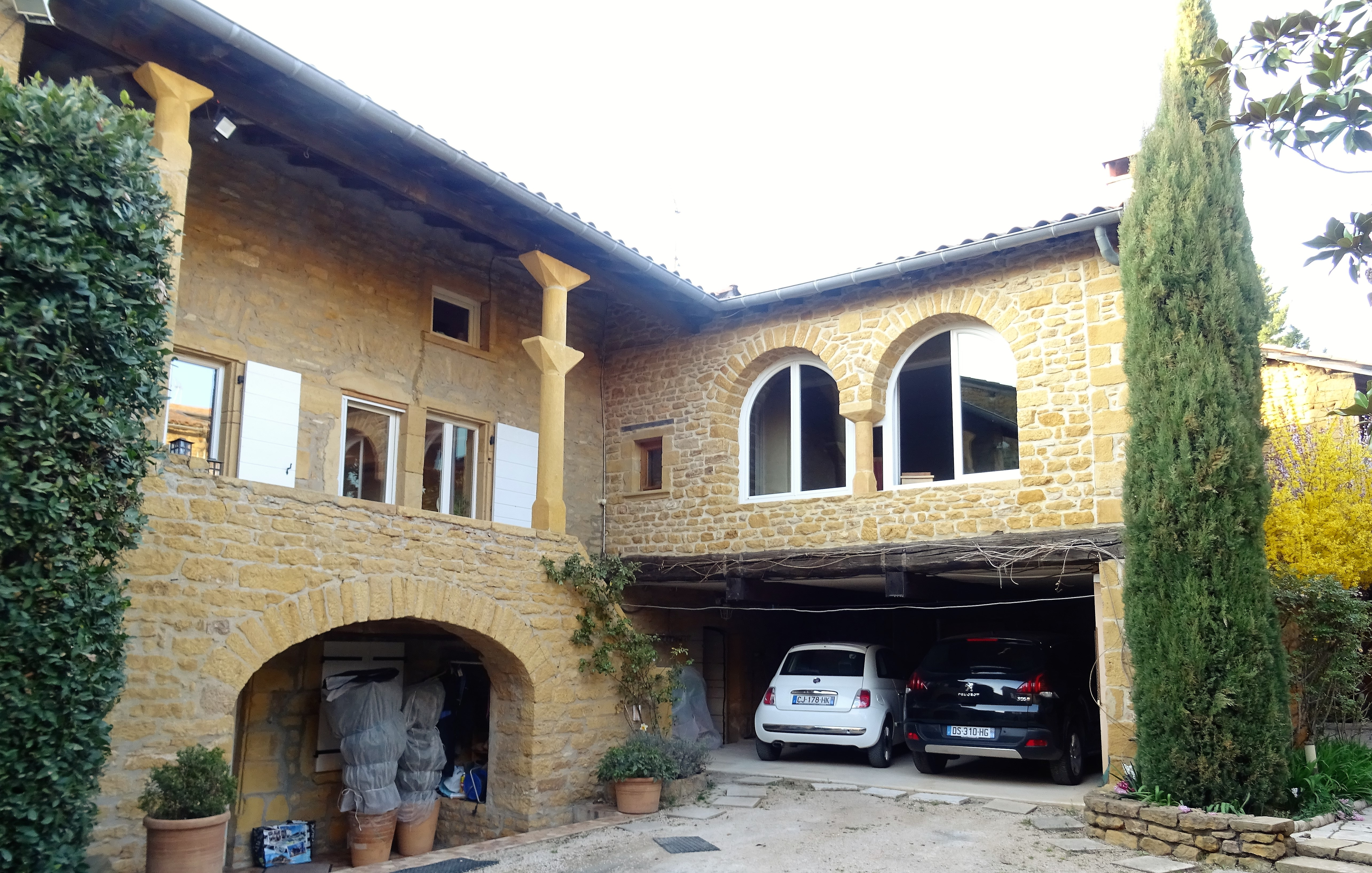
maison en équerre
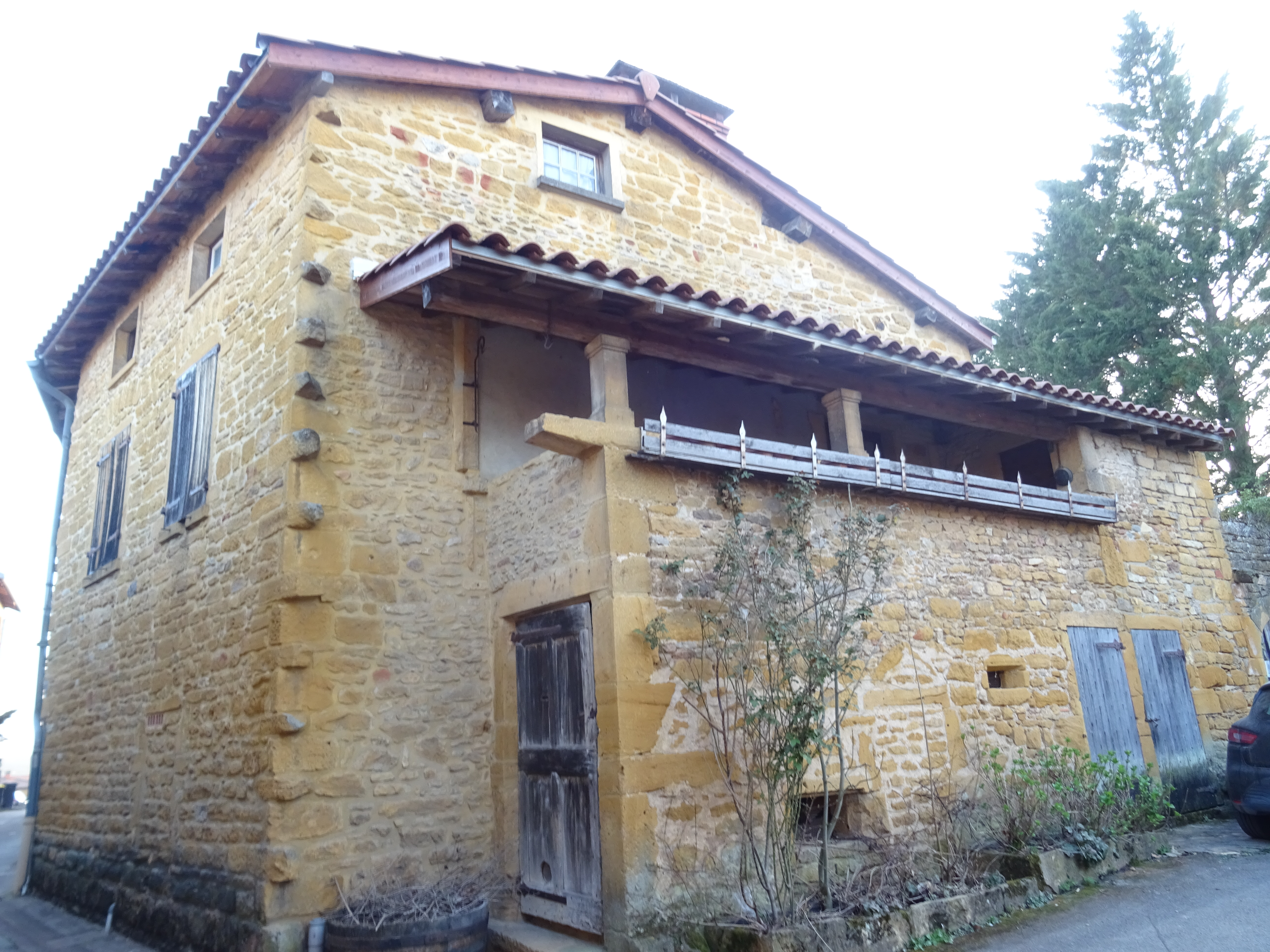
maison de carrier
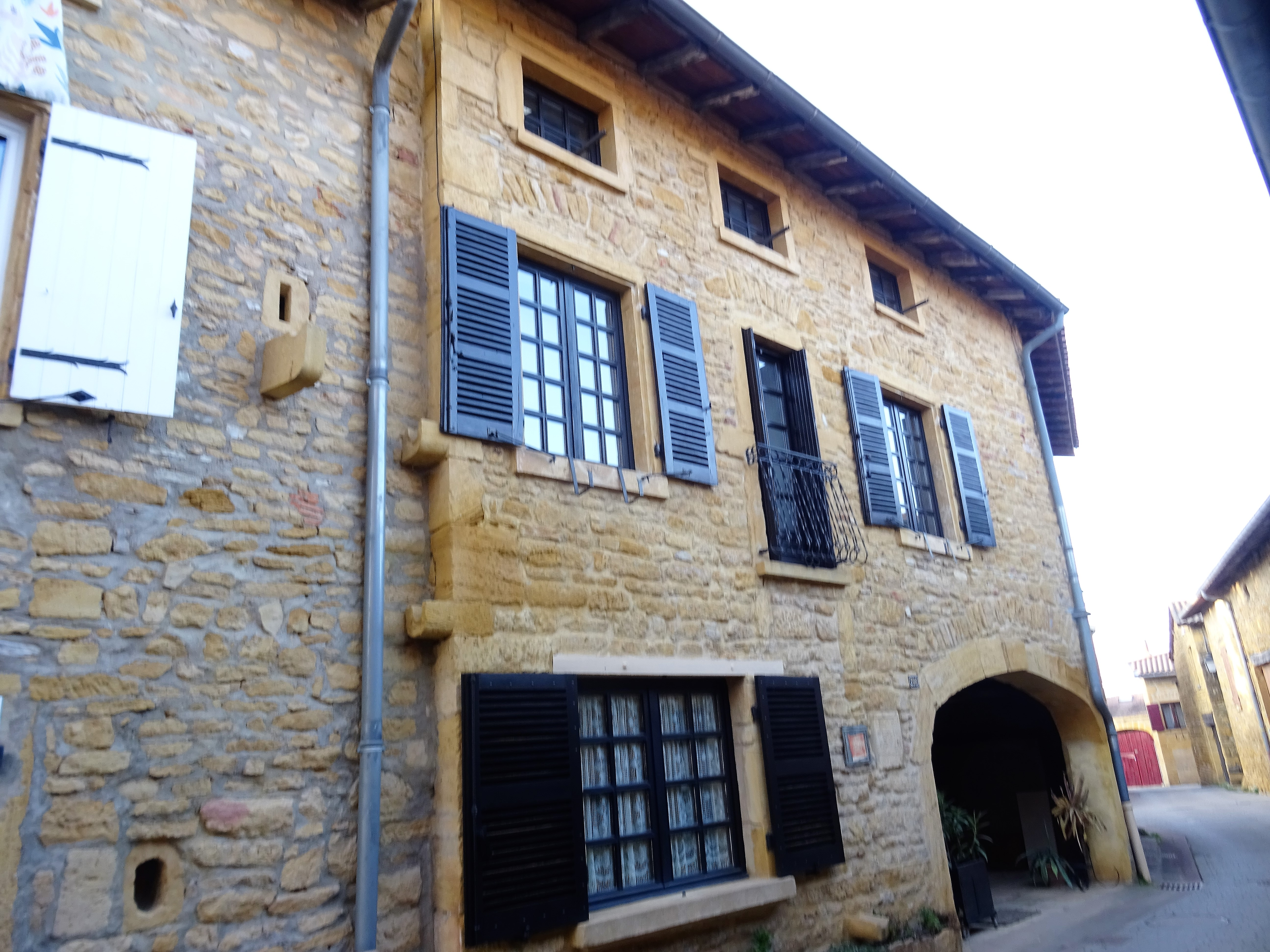
maison au porche
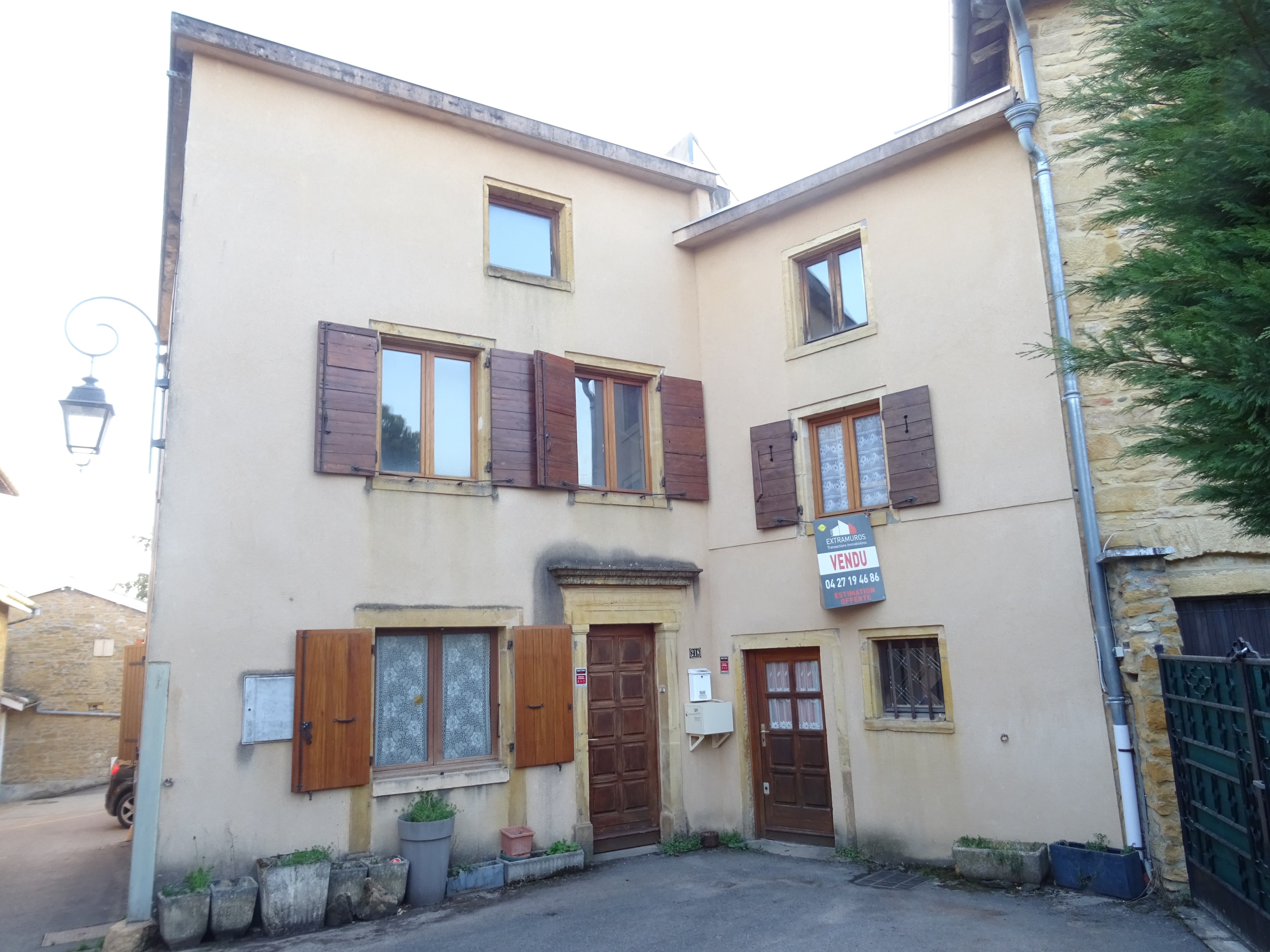
maison en angle
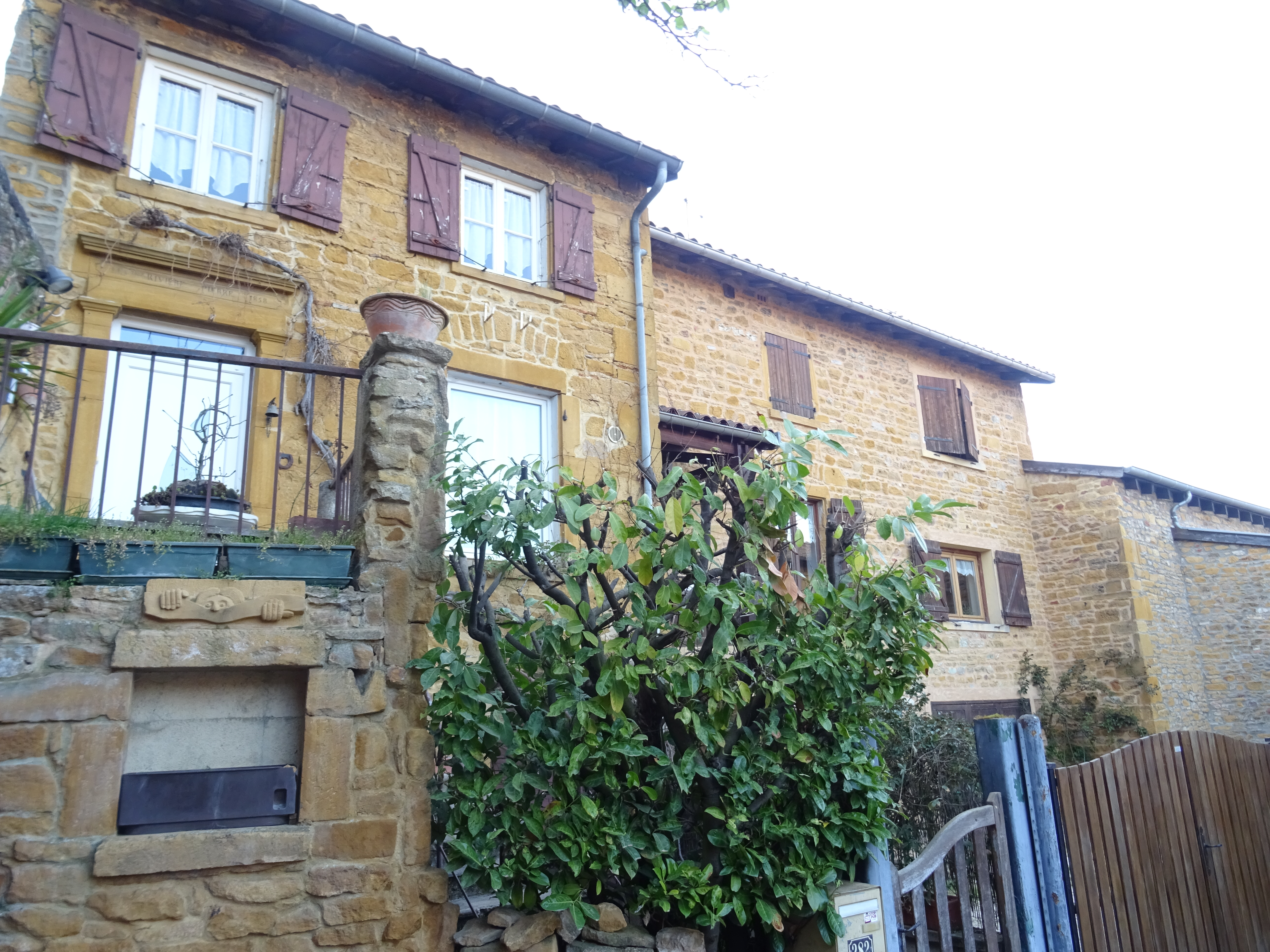
encore des maisons de Glay